# 太阳
太陽是位於太陽系中心的恆星，它是一個近乎完美的熱電漿理想球體，通過其核心的核融合反應加熱到白熾。太陽主要以可見光、紫外線和紅外線的形式輻射能量，是地球上生命最重要的能量來源。
太陽的半徑大約是 695,000（432,000英里），或地球半徑的109倍。它的質量大約是地球的330,000倍，約佔太陽系總質量的99.86%。太陽的質量大約四分之三由氫（〜73%）組成；其餘的主要是氦（〜25%），包括氧、碳、氖和鐵等重元素，其數量要少得多。
太陽是一顆G型主序星（G2V），被稱為黃矮星，但它的光實際上是白色的，黃矮星這個名稱並不準確。
它大約形成於46億年前，來自大分子雲區域內物質的引力坍縮。大部分物質聚集在中心，而其餘的則扁平成一個軌道盤面，演化成為太陽系。中心質量變得如此熾熱和密集，以至於它最終在其核心啟動核融合。人們認為幾乎所有的恆星都是通過這個過程形成。
在太陽的核心，每秒鐘將大約6億噸氫融合成氦，並在此過程中將400萬噸物質轉化為能量。這種能量可能需要10,000到170,000年才能逃離核心，是太陽的光和熱的來源。當其核心的氫融合減少到太陽不再處於流體靜力平衡的點時，其核心將經歷密度和溫度的顯著增加，同時其外層膨脹，最終將太陽轉變為紅巨星。據推算，太陽將變得足夠大，可以吞噬水星和金星，並使地球無法居住。但這大約是五十億年後的狀況。在這之後，它將脫落其外層，裸露出核心，成為一種被稱為白矮星的緻密恆星。雖然不再通過核融合產生能量，但仍會發光並散發出先前殘餘的熱量。
自史前時代以來，太陽對地球的巨大影響就已得到認可。太陽被某些文化視為神。地球的自轉及其圍繞太陽的軌道是一些太陽曆的基礎。今天使用的主要日曆是公曆，它將基於16世紀觀察到的太陽運動作為實際運動的標準來解釋。

## 詞源

### 中文
「太」即為「大」，「陽」具有高與明亮的意思。。

### 歐洲語言
英語單詞“sun”是從古英語發展而來的。其他日爾曼語族中也出現了同源詞，包括西弗里斯蘭語（West Frisian）、荷蘭語、低地德語、標準德語、巴伐利亞語（Bavarian）、古諾斯語（Old Norse）和哥德語（Gothict）。所有這些詞都源於原始日耳曼語 *。這最終與印歐語系家族其它分支中的"太陽"一詞有關，儘管在大多數情況下會找到帶有“l”的主格詞幹，而不是“n”中的屬詞幹，例如在拉丁語，古希臘語  （hēlios），Welsh 和捷克語 ，以及（with *l > r）梵語 （svár）和波斯語（xvar）。事實上，“l”-詞幹在原始日耳曼語中也倖存下來，如*，它產生了哥特語（與一起）和古挪威語平淡無奇的（與詩歌一起），並通過它產生了現代斯堪的納維亞語言中的sun一詞：瑞典語和丹麥語 ，冰島語 等等。
英語中太陽（Sun）的主要形容詞是"sunny"，表示陽光，在技術環境中，solar（/ˈsoʊlər/），源自拉丁語，後者在solar day（太陽日）、solar eclipse （日食）和Solar System（太陽系，有時是Sol system）等術語中存在。來自希臘語helios的罕見形容詞heliac（/ˈhiːliæk/）。在英語中，希臘語和拉丁語單詞Helios（/ˈhiːliəs/）和Sol (/ˈsɒl/)出現在詩歌中，作為太陽的化身，而在科幻小說中，「Sol」可能被用作太陽的名稱，已與其它的恆星區別。帶有小寫「s」的術語"sol"被行星天文學家用於另一顆其它行星（如火星）上的太陽日持續時間。
英語的工作日名稱 Sunday（星期日）源自古英語 "sun's day"，日耳曼德語解釋為拉丁短語，本身是古希臘語的翻譯（hēmerahēliou）“太陽之日”。太陽的天文符號是一個帶中心點的圓圈。它用於"M"☉（太陽質量），"R"☉（太陽半徑）和"L"☉（太陽光度）。

## 一般性質
太陽是一顆G型主序星，約占太陽系質量的99.86%。太陽的絕對星等為+4.83，估計比銀河系中約85%的恆星亮，其中大部分是紅矮星。太陽是第一星族星，或富含重元素的恆星。太陽的形成可能是由附近一顆或多顆超新星的衝擊波引發的。這是由太陽系中高豐度的重元素提出的，如金和鈾；相對於重元素貧乏的恆星，即所謂的第二星族星。重元素最有可能是由超新星期間的吸熱核反應產生的，或者是由大質量的第二代恆星內的核轉換通過中子吸收產生的。
太陽是迄今為止地球天空中最明亮的天體，視星等為−26.74。這比下一顆最亮的恆星，視星等為-1.46的天狼星亮約130億倍。
1天文單位（大約150,000,000公里；93,000,000英里）被定義為太陽中心到地球中心的平均距離，儘管隨著地球從1月3日左右的近日點移動到7月4日左右的遠日點，距離會發生變化（約+/- 250萬公里或155萬英里）。距離可以在147,098,074公里（近日點）和152,097,701公里（遠日點）之間變化，極值可以從147,083,346公里到152,112,126公里。光從離開太陽表面到地球表面的平均光程距離約為8分20秒。這種陽光的能量幾乎支持所有的生命，在地球上通過光合作用，並驅動氣候和天氣。
太陽沒有明確的邊界，但其密度隨著光球上方高度的增加而呈指數級下降。 為了量測的目的，太陽的半徑被認為是從其中心到光球邊緣的距離，光球是太陽的明顯可見表面。按照這個尺度，太陽是一個近乎完美的球體，扁率估計為百萬分之九，這意味著它的極徑與赤道直徑僅相差10（6.2英里）。行星的潮汐效應很弱，對太陽的形狀沒有顯著影響。太陽在赤道的自轉速度比在兩極的自轉速度快。這種差異自轉是由熱傳輸引起的對流運動和太陽自轉引起的柯里奧利力造成的。在恆星定義的參考系中，赤道的自轉週期約為25.6天，兩極的自轉週期約為33.5天。從地球繞太陽的公轉來看，太陽在赤道的「視自轉週期」約為28天。從北極上方的有利位置看，太陽繞其自轉軸逆時針旋轉。

## 組成
太陽主要由氫和氦這兩種化學元素組成。在太陽生命的這個時候，它們在
太陽光球分別占質量的74.9%和23.8%。所有較重的元素，在天文學中被稱為「金屬」，占不到質量2%，其中氧（約占太陽質量的1%）、碳（0.3%）、氖（0.2%）和鐵（0.2%）最為豐富。
在太陽研究中，更常見的是用dex表示每種元素的豐度，這是一個縮放的對數單位。A（e） = 12+log10（ne/nH），其中「e」是所討論的元素，nH是10^12個氫原子。根據定義，氫的豐度為12，氦的豐度在大約10.3到10.5之間變化，這取決於太陽週期的相位，碳是8.47，氖是8.29，氧是7.69和鐵是7.62。
太陽最初的化學成分是從形成它的星際介質中繼承下來的。最初，它含有大約71.1%的氫、27.4%的氦和1.5%的重元素。太陽中的氫和大部分氦在宇宙的前20分鐘由太初核合成產生，而較重的元素在太陽形成之前是由前幾代恆星產生，並在恒星生命的最後階段和超新星等事件中擴散到星際介質中。
自太陽形成以來，主要的融合過程包括將氫融合為氦。在過去的46億年裏，氦的數量及其在太陽內的位置逐漸發生了變化。在核心內，由於融合，氦的比例從約24%增加到約60%，一些氦和重元素由於引力從光球層向太陽中心沉降。較重元素的比例保持不變。熱量通過輻射而不是對流從太陽核心向外傳遞（見輻射層），因此融合產物不會因熱量向外抬起；它們留在核心漸漸地，氦的內核已經開始形成，但無法融合，這是因為現時太陽的核心不够熱或密度不足以融合氦。在現時的光球中，氦的含量减少，金屬量僅為原恆星階段（核心核融合開始之前）的84%。未來，氦將繼續在核心中積累，在大約50億年後，這種逐漸積累最終將導致太陽離開主序帶並成為紅巨星。
光球的化學成分通常被認為是原始太陽系成分的代表。上述太陽重元素豐度通常是通過使用太陽光球的光譜學和量測從未被加熱到融化溫度的隕石中的豐度來量測的。這些隕石被認為保留了原恆星太陽的成分，因此不受重元素沉降的影響。這兩種方法得到的結果通常很一致。

## 結構和核融合

用假色進行對比的太陽結構圖

### 核心
太陽的太陽核心從中心延伸到太陽半徑的20-25%左右，其密度最高为 150 g/cm3（約為水密度的150倍）和接近1,570萬K的溫度。相比之下，太陽表面的溫度大約為5800 K。最近對SOHO任務數據的分析表明，核心的自轉速度比上面的輻射層更快。在太陽生命的大部分時間裏，能量都是通過質子-質子鏈在核心區域進行核融合產生的；這個過程將氫轉化為氦。現時，太陽產生的能量只有0.8%來自另一系列被稱為碳氮氧循環的融合反應，並且隨著太陽年齡的增長和亮度的提高，預期這一比例還會增加。
核心是太陽中唯一通過核融合產生大量熱能的區域；99%的能量產生於太陽半徑的24%以內，到了半徑的30%，核融合幾乎完全停止。太陽的其餘部分被這種能量加熱，因為它通過許多連續的層向外轉移，最終到達太陽光球層，在那裡它通過輻射（光子）或平流（大質量粒子）逃逸到太空。

質子-質子反應鏈的圖解：由氫形成氘、氦-3和常規的氦-4。

質子-質子鏈在核心中每秒發生約9.2×1037次，每秒將約3.7×1038個質子轉化為α粒子（氦核）（在太陽中總共約8.9×1056個自由質子），或約6.2×1011 kg/s。然而，每個質子（平均）需要大約90億年才能使用PP鏈相互融合。將四個自由的質子（氫原子核）融合成單個α粒子（氦原子核）釋放約0.71185%的融合質量轉換為能量，因此，太陽以每秒426萬公噸的質量-能量轉換率釋放能量（這需要6億公噸的氫），即384.6佑瓦特（3.846×1026 W），或每秒9.192×1010百萬噸的TNT。太陽的大功率輸出主要是由於其核心的巨大尺寸和密度（與地球和地球上的物體相比），每立方米只能產生相當小的功率。太陽內部的理論模型表明，核心中心的最大功率密度或能量產生約為276.5瓦特/立方米，這與堆肥內部的功率密度大致相同。
堆芯中的核融合率處於自校正平衡：稍高的核融合率會導致堆芯升溫更多，膨脹會稍微抵消外層的重量，從而降低密度，從而降低核融合率，並校正攝動；而稍低的速率將導致堆芯稍微冷卻和收縮，從而增加密度並增加核融合速率，並再次使其恢復到現時的速率。

### 輻射層

這是不同恆星的內部結構圖。太陽是在中間的恆星，有一個在內部的輻射層和一個在其外的對流層

輻射層是太陽最厚的一層，約占太陽半徑的0.45。從核心外圍到大約0.7太陽半徑，熱輻射是能量傳遞的主要手段。隨著與核心距離的增加，溫度從大約700萬K下降到200萬K。這個溫度梯度小於絕熱衰减率的值，因此不能驅動對流。這解釋了為什麼通過該區域的能量傳遞是通過輻射而不是熱對流。氫和氦的離子發射光子，這些光子在被其它離子重新吸收之前只傳播很短的距離。在0.25太陽半徑和0.7太陽半徑之間，即輻射區的頂部，密度下降了一百倍（從20克/釐米3到0.2克/釐米3）。

### 差旋層
輻射層和對流層被一個過渡的差旋層分隔開。這是一個在均勻旋轉的輻射層和對流層之間的差異旋轉，兩層在這種情況下的大剪應力（流體），導致連續的水平層相互滑動的效應。現時，人們假設（參見太陽發電機），這一層中的磁發電機會產生太陽的磁場。

### 對流層
太陽的對流層從0.7太陽半徑（500,000公里）延伸到接近表面附近。在這一層中，太陽電漿的密度或溫度不够高，無法通過輻射將內部的熱能向外傳遞。相對的，電漿的密度足够低，可以形成對流，並將太陽的能量向外移動到其表面。在差旋層加熱的物質會吸收熱量並膨脹，從而降低其密度並使其上升。因此，質量的有序運動發展成熱細胞，將大部分熱量向外輸送到上方的太陽光球。一旦物質在光球表面下擴散和輻射冷卻，其密度就會增加，並下沉到對流層的底部，在那裡它再次從輻射區的頂部吸收熱量，對流迴圈就會繼續。在光球層，溫度已降至5,700 K（350倍），密度僅為0.2 g/m3（約為海平面空氣密度的1/10,000，對流區內層的百萬分之一）。
對流區的熱柱在太陽表面形成印記，使其在最小尺度上具有被稱為米粒組織的顆粒狀外觀，在較大尺度上具有超米粒組織的粒狀外觀。太陽外部的湍流對流維持著太陽內部近表面體積上「小規模」的發電機作用。太陽的熱柱是瑞利-贝纳德对流，形狀大致為六邊形稜鏡 。

### 光球

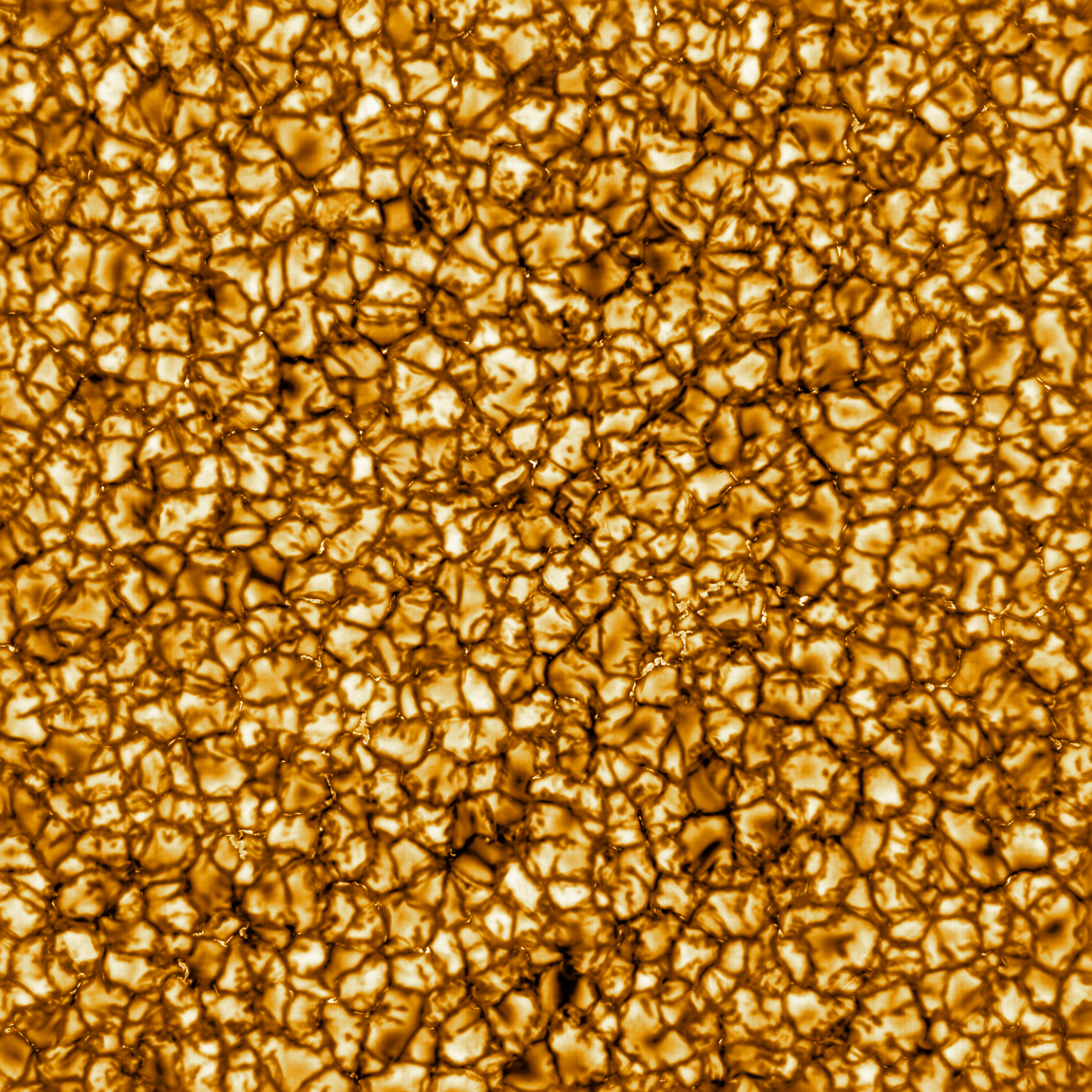
井上建太陽望遠鏡（DKIST）拍攝的太陽表面高解析度影像

太陽的可見表面，即光球，是太陽對可見光變得不透明的表層。這一層產生的光子通過其上方透明的太陽大氣層逃離太陽，成為太陽輻射，即陽光。不透明度的變化是由於H−離子的數量減少，這些離子很容易吸收可見光。相對的，我們看到的可見光是電子與氫原子反應產生H−離子時產生的。
光球層厚數十至數百公里，其不透明性略低於地球上的空氣。由於光球的上部比下部更冷，太陽的影像在中心看起來比在太陽盤面的外緣或「邊緣」更亮，這種現象被稱為周邊昏暗。太陽光的光譜近似於黑體在5,777 K（5,504 °C；9,939 °F）輻射的光譜，中間穿插著來自光球上方一層稀薄的原子吸收線。光球層的粒子密度為〜1023m−3（約為海平面單位體積地球大氣層粒子數的0.37%）。光球沒有完全電離——電離程度約為3%，幾乎所有的氫都以原子形式存在。
在早期對光球光譜的研究中，發現了一些與當時地球上已知的任何化學元素都不能對應的吸收線。1868年，約瑟夫·諾曼·洛克耶假設這些吸收線是由一種新元素引起的，他以希臘太陽神Helios的名字將其稱為「helium」。二十五年後，氦在地球上被分離出來。

### 大氣層
太陽的大氣層由四部分組成：光球（正常情况下可見）、色球、過渡區、日冕和太陽圈。在日全食期間，光球被阻擋，使得日冕可見。

#### 溫度極小區
太陽最冷的一層是溫度最低的區域，延伸到光球上方約500 km，溫度約為4,100 K。太陽的這一部分足够冷，可以通過吸收光譜檢測到一氧化碳和水等簡單分子的存在。色球、過渡區和日冕比太陽表面熱得多。原因尚不清楚，但有證據表明阿爾文波可能有足够的能量來加熱日冕。

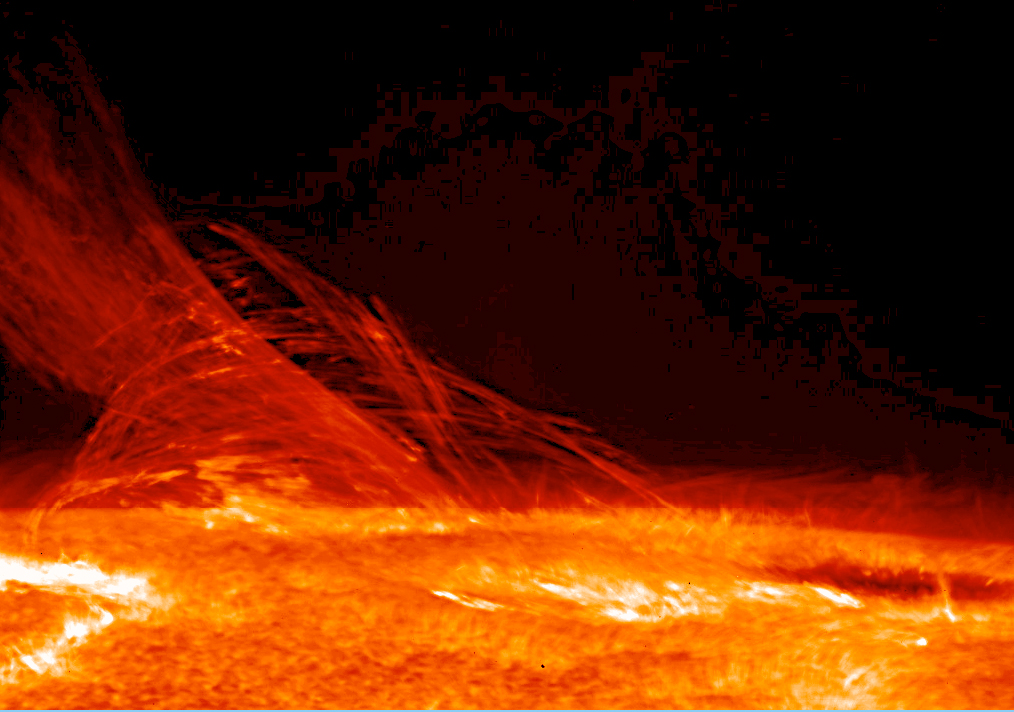
日出號的太陽光學望遠鏡拍攝的太陽過渡區。

#### 色球
在最低溫度層之上是厚約2,000 km厚，由發射線和吸收線的光譜主導的一層。它稱為「色球」，來自希臘語詞根「chroma」，意思是顏色，因為色球在日全食開始和結束時都是可見的彩色閃光。色球的溫度隨著海拔高度的升高而逐漸升高，頂部附近的最高溫可達20,000 K。在色球的上部，部分的氦被電離。

#### 過渡區
在色球上方，有一個薄的（約為200 km）過渡區，溫度從色球上部附近的20,000 K迅速上升到接近1000000 K的日冕溫度。氦在過渡區的完全電離促進了溫度的升高，這顯著减少了電漿的輻射冷卻。過渡區的出現沒有明確定義的海拔高度。相對的，它在的針狀體和絲狀體等色球特徵周圍形成一種暈（nimbus），並恒定處於混沌運動中。過渡區從地球表面不容易看到，但通過對光譜的極紫外部分敏感的儀器，可以很容易地從太空觀察到。

#### 日冕

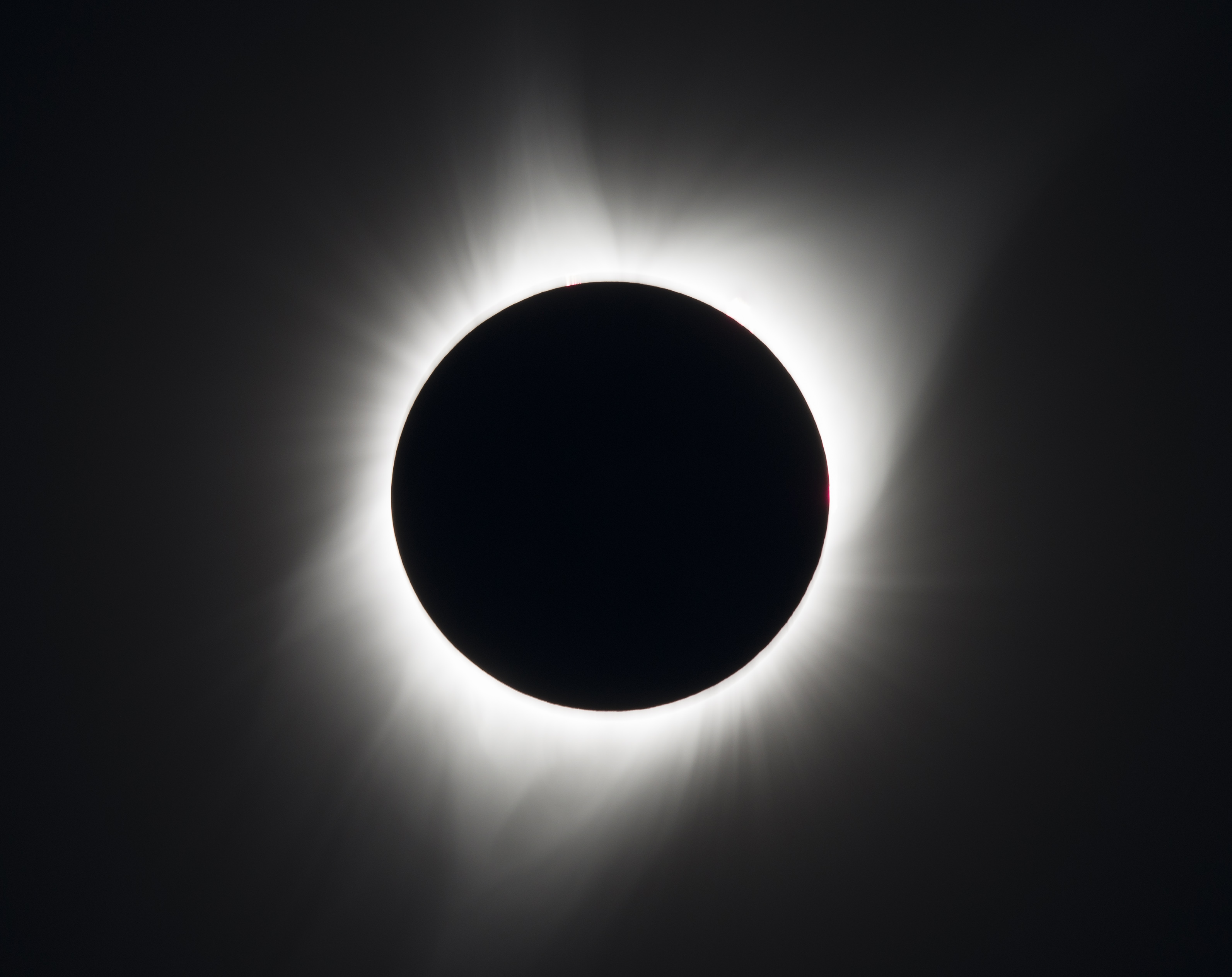
在日全食時，在短暫的全食期間可以用肉眼看到日冕

日冕是过度区之上的一个層。在太陽表面附近的低日冕，其粒子密度約為1015m−3至1016m−3。日冕和太陽風的平均溫度約為1,000,000–2,000,000 K；然而，在最熱的地區，溫度為8,000,000–20,000,000 K。儘管現時還沒有完整的理論來解釋日冕的溫度，但已知至少有一部分熱量來自磁重聯。
日冕是太陽的延伸大氣層，其體積遠大於太陽光球所包圍的體積。從太陽向外進入行星際空間的電漿流是太陽風。

#### 太陽圈
太陽圈是太陽最外層的稀薄大氣層，充滿了太陽風電漿。太陽的最外層被定義為從太陽風的速度超过阿爾文波速的距離開始，也就是說，在這個距離處，太阳风變得比阿爾文波的速度更快，這個距離在大約20個太陽半徑（0.1AU）處。太陽圈中的湍流和動力不會影響日冕的形狀，因為資訊只能以阿爾文波的速度傳播。太陽風在太陽圈持續地向外行進，將太陽磁場形成為派克螺旋形狀，直到它衝擊到超過50 AU遠的太陽圈頂。在2004年12月，航海家1號探測器穿過了一個被認為是太陽圈頂一部分的衝擊鋒。在2012末，航海家1號記錄到宇宙射線碰撞的顯著增加，和來自太陽風的低能量粒子的急劇下降，這表明探測器已經穿過日球層頂並進入星際介質。事實上，在2012年8月25日，距離太陽約122個天文單位的位置上已經做到了這一點。由於太陽的運動，太陽圈有一個日球尾，在它後面伸展。
2021年4月28日，美國國家航空暨太空總署的派克太陽探測器在第八次飛越太陽時，在18.8太陽半徑處遇到了特定的磁場和粒子條件，這表明它穿透了阿爾文表面，這是將日冕與太陽風分隔開的邊界，定義為日冕電漿的阿爾文速度和大規模太陽風速相等。探測器用FIELDS和SWEAP儀器量測了太陽風電漿環境。美國國家航空暨太空總署將這一事件描述為「觸及太陽」。在飛越過程中，派克太陽探測器多次進出日冕。這證明了阿爾文臨界表面的形狀不是光滑的球，而是有褶皺表面的波峰和波谷。

### 陽光和微中子

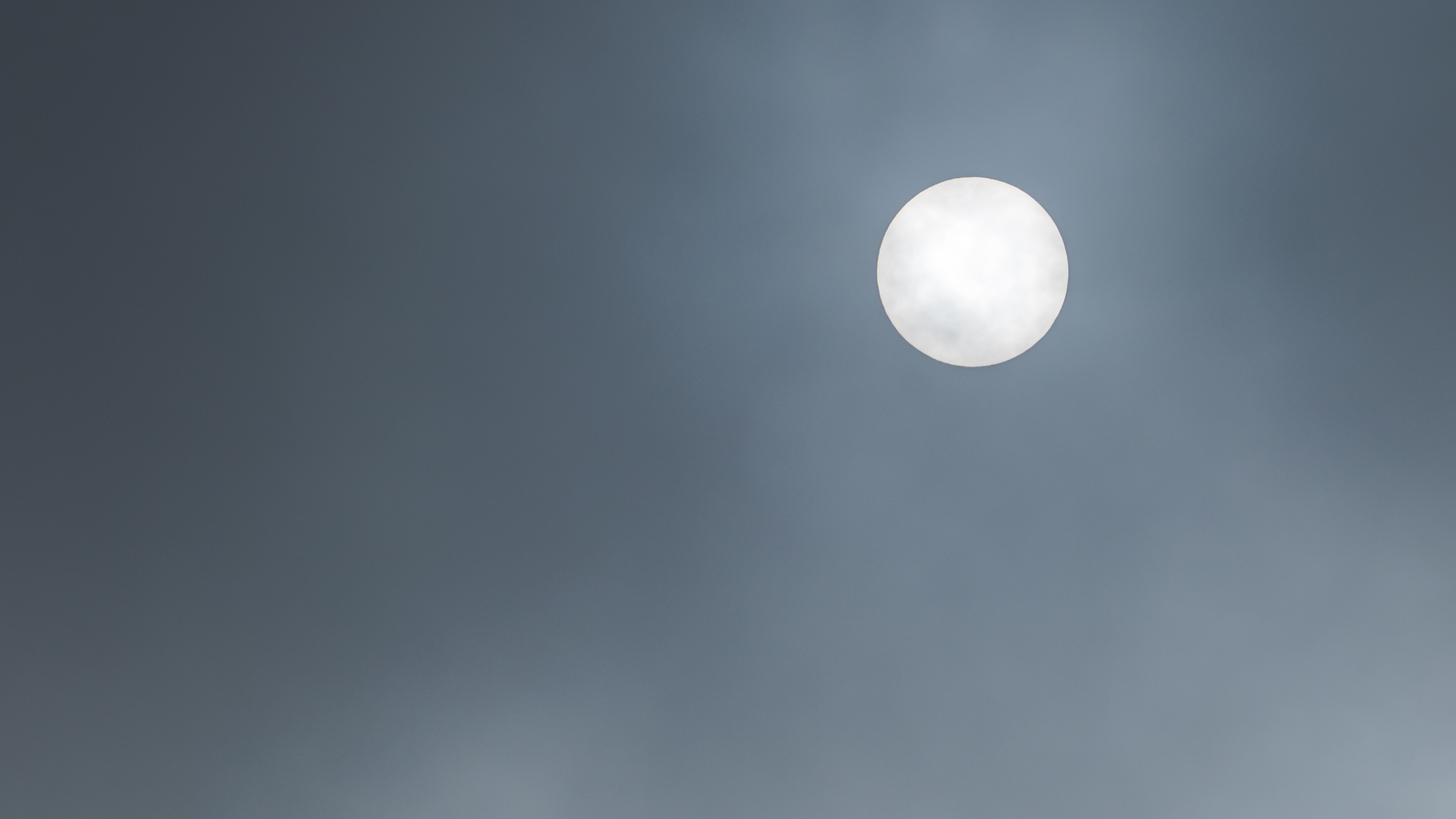
透過薄霧看到的太陽

太陽發出的光跨越可見光譜，因此當從太空觀察或當太陽在高空時，它的顏色是白色，CIE顏色空間指數接近（0.3，0.3）。從太空觀察時，各波長的太陽輻射在光譜的綠色部分達到峰值。當太陽在天空中的高度非常低時，大氣散射會使太陽呈現黃色、紅色、橙色或洋紅色，在極少數情况下甚至會使太陽呈綠色或藍色。儘管它是典型的白色（白色的陽光、白色的環境光、月球的白色照明等），但一些文化在心理上認為太陽是黃色的，有些甚至是紅色的； 造成這種情況的原因是文化上的，確切的原因是爭論的主題。
太陽是一顆G2V恆星，「G2」表示其表面溫度約為5,778 K（5,505 °C；9,941 °F），「V」表示它和大多數恆星一樣是一顆主序恆星。
太陽常數是直接暴露於太陽的陽光下的單位面積上沉積的能量。距離太陽一個天文單位（AU）的距離（即在地球上或附近），太陽常數大約等於1,368W/m2（瓦特/平方米）。地球表面的陽光功率是被大氣層衰减的，因此當太陽接近天頂時，在晴朗的條件下到達地球表面的衰减較小（接近1,000|u=W/m2）。地球大氣層頂部的陽光（按總能量計算）由大約50%的紅外光、40%的可見光和10%的紫外光組成。大氣層尤其能過濾掉70%以上的太陽紫外線，尤其是在較短波長下。 太陽紫外線輻射使地球白天的高層大氣電離，產生導電的電離層。
來自太陽的紫外線具有防腐特性，可用於消毒工具和水。它也會導致曬傷，並具有其他生物效應，如產生維他命D和曬黑。它也是皮膚癌的主要原因。紫外線被地球的臭氧層强烈衰减，因此紫外線的數量隨著緯度的變化而變化很大，並在一定程度上導致了許多生物適應，包括地球不同地區人類膚色的變化。

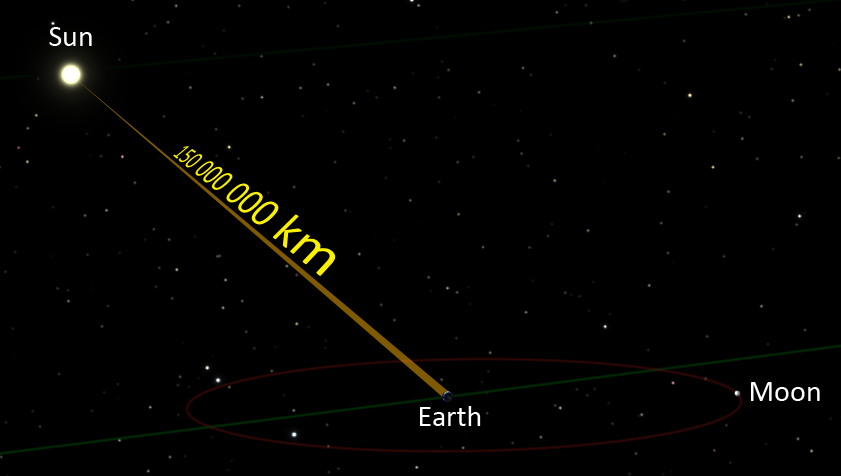
微中子和光子一旦離開太陽表面，就會以光速的速度傳播。

核心的核融合反應最初釋放的高能伽馬射線光子，通常只傳播幾毫米，幾乎立即被輻射區的太陽電漿吸收。再發射發生在一個隨機的方向上，且通常能量略低。通過這種發射和吸收序列，輻射到達太陽表面需要很長時間。據估計，光子旅行的時間在10,000到170,000年之間。相比之下，微中子只需2.3秒就可以到達表面，它約占太陽總能量的2%。由於太陽中的能量傳輸是一個涉及光子與物質處於熱力學平衡的過程，因此太陽中能量傳輸的時間尺度更長，約為3,000,000年。如果太陽核心的能量產生率突然發生變化，這是太陽恢復穩定狀態所需的時間。
微中子也通過核心的核融合反應釋放，但與光子不同，它們很少與物質發生相互作用，因此幾乎所有微中子都能立即逃離太陽。多年來，對太陽產生的微中子數量的量測是比理論預測的要低，只有三分之一的量。2001年，通過發現微中子振盪的影響，這種差異得到了解决：太陽發射的微中子數量與理論預測的數量相同，但微中子探測器卻缺少2⁄3，因為微中子在被探測到時已經改變了味道。

## 磁活動
太陽表面有一個變化的恆星磁場。它的極場是1—2高斯（0.0001—0.0002），而在太陽上被稱為太陽黑子的特徵中，極場通常是3,000高斯（0.3），在日珥中則是10—100高斯（0.001—0.01）。磁場隨時間和位置的變化而變化。準週期的11年太陽週期是太陽黑子數量和大小增减的最顯著變化。
太陽磁場遠遠超出了太陽本身。導電的太陽風電漿將太陽磁場帶入太空，形成所謂的行星際磁場。在一種被稱為理想磁流體動力學的近似中，電漿粒子只沿著磁力線移動。結果是，向外流動的太陽風將行星際磁場向外拉伸，迫使其形成大致徑向的結構。對於在太陽磁赤道兩側具有相反半球極性的簡單偶極太陽磁場，在太陽風中形成薄的電流片。
在很遠的距離上，太陽的自轉將偶極磁場和相應的電流片扭曲成一種被稱為派克螺旋的阿基米德螺線結構。行星際磁場比太陽磁場的偶極分量强得多。太陽50–400μT的偶極磁場（在光球）隨著距離的倒數而减小，導致地球距離處的預測磁場為0.1 nT。然而，根據太空船的觀測，地球所在位置的行星際場約為5 nT，大了約一百倍。這種差異是由於太陽周圍電漿中的電流產生磁場造成的。

### 太陽黑子

業餘太陽望遠鏡使用Hα濾鏡拍攝的太陽黑子縮時攝影

太陽黑子是太陽光球上的暗斑，對應於磁場的強度。在磁場中，熱量從太陽內部到表面的對流傳輸受到抑制。結果是，太陽黑子比周圍的光球略冷，所以看起來很暗。在典型的太陽極小期，幾乎看不到太陽黑子，偶爾根本完全看不到；能看見的那些，都出現在太陽高緯度地區。隨著太陽週期向極大期發展，太陽黑子往往在靠近太陽赤道的地方形成；這一現象被稱為史波勒定律。最大的太陽黑子直徑可達數萬公里。
11年的太陽黑子週期是22年巴布科–雷頓發電機週期的一半，這對應於環形和極向太陽磁場之間的振盪能量交換。在太陽極大期時，外部極向偶極磁場接近其發電機週期最小强度，但通過差旋層內的差異自轉產生的內部環形四極場接近其最大强度。在發電機週期的這一點上，對流區內的浮力上升流迫使環形磁場通過光球層出現，產生了成對的太陽黑子，大致排列在東西方向，並具有相反磁極的足迹。太陽黑子對的磁極在每個太陽週期交替出現，這一現象由海爾定律描述。
在太陽週期的衰退階段，能量從內部環形磁場轉移到外部極向磁場，太陽黑子的數量和大小都會减少。在太陽極小期時，環形場相應地處於最小强度，太陽黑子相對罕見，而極向場處於最大强度。隨著下一個11年太陽黑子週期的上升，差異自轉將磁能從極向場轉移回環形場，但其極性與前一個週期相反。這一過程持續進行，在理想化、簡化的場景中，每個11年的太陽黑子週期都對應著太陽大尺度磁場的整體極性的變化。

### 太陽活動

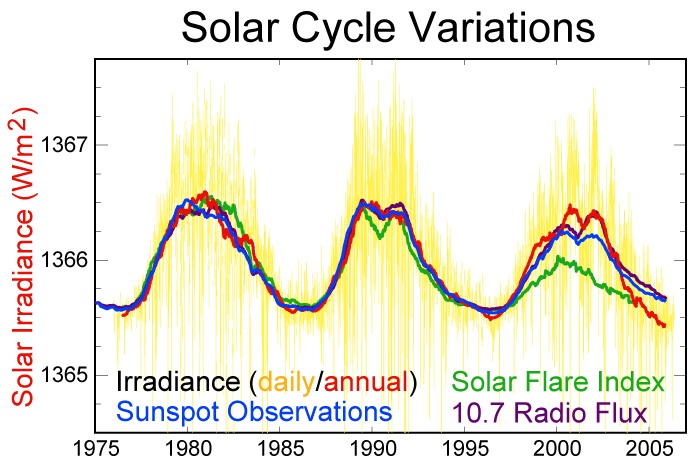
迄2005年以來，對前30年太陽週期變化的量測。

太陽的磁場導致許多效應，這些效應統稱為太陽活動。太陽閃焰和日冕巨量噴發往往發生在太陽黑子群中。緩慢變化的高速太陽風從光球表面的冕洞發射出來。日冕巨量噴發和太陽風的高速流都將電漿和行星際磁場向外帶入太陽系。太陽活動對地球的影響包括中高緯度的極光以及無線電通信和電力的中斷。太陽活動被認為在太陽系的形成與演化中發揮了重要作用。
一些科學家認為，太陽黑子數量的長期長期變化與太陽輻照度的長期變化有關，這反過來可能會影響地球的長期氣候。太陽週期影響太空天氣，包括地球周圍的條件。例如，在17世紀，太陽週期似乎已經完全停止了幾十年；在被稱為蒙德極小期的時期，幾乎沒有觀測到太陽黑子。這正好與小冰期的時代相吻合，當時歐洲經歷了異常寒冷的氣溫。早期的擴展極小值是通過對樹環的分析發現的，似乎與低於平均水準的全球氣溫相吻合。
2019年12月，觀測到一種新型的太陽磁爆炸，稱為強制磁重聯。此前，在一個被稱為自發磁重聯的過程中，人們觀察到太陽磁力線爆炸性地發散，然後瞬間再次會聚。強制磁重聯也是類似的，但它是由日冕中的爆炸觸發。

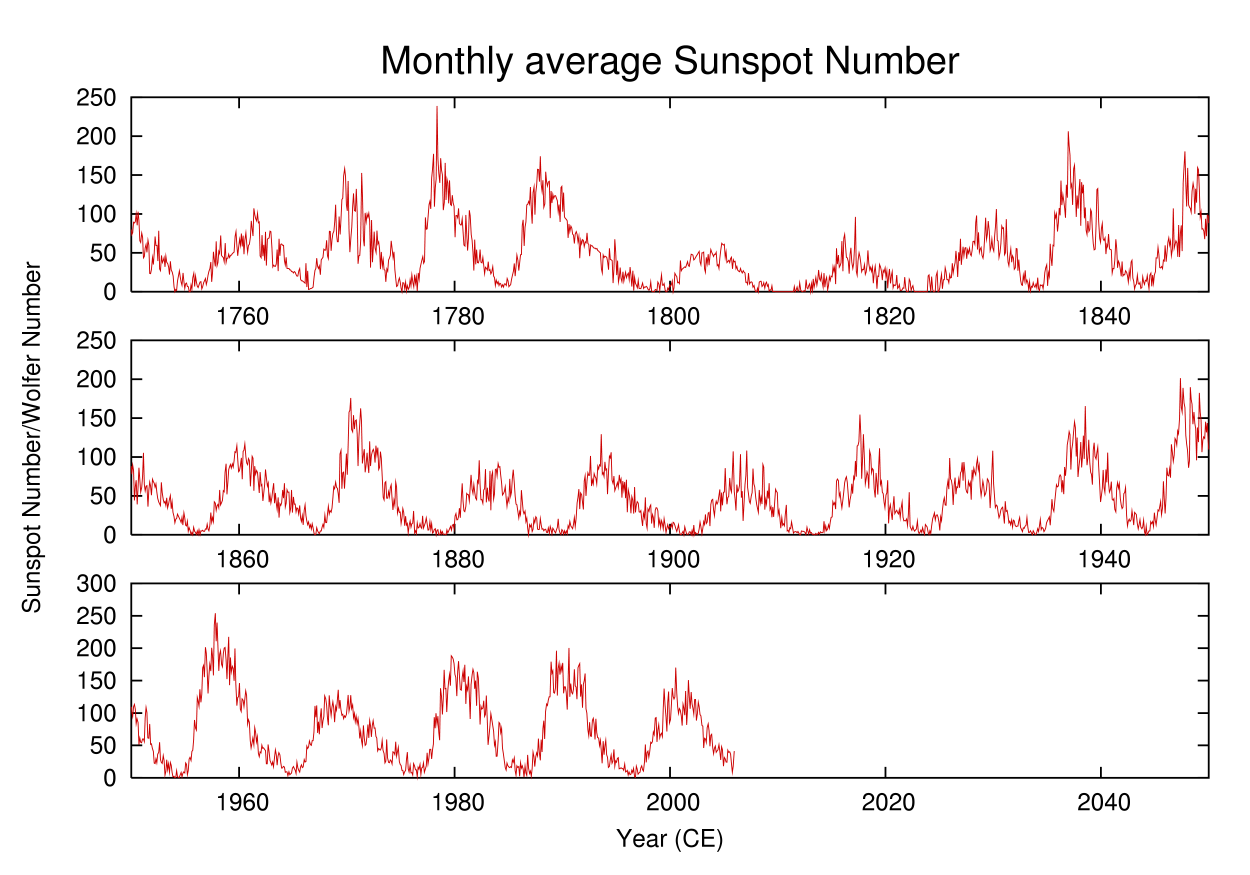
在過去大約250年觀測的太陽黑子數量，顯示出大約11年的太陽週期

#### 可能的長週期
最近有理論宣稱在太陽核心的磁性不穩定導致週期為41,000年或100,000年的變異。這可以對冰河期和米蘭科維奇循環提供更好的解釋。

## 生命階段

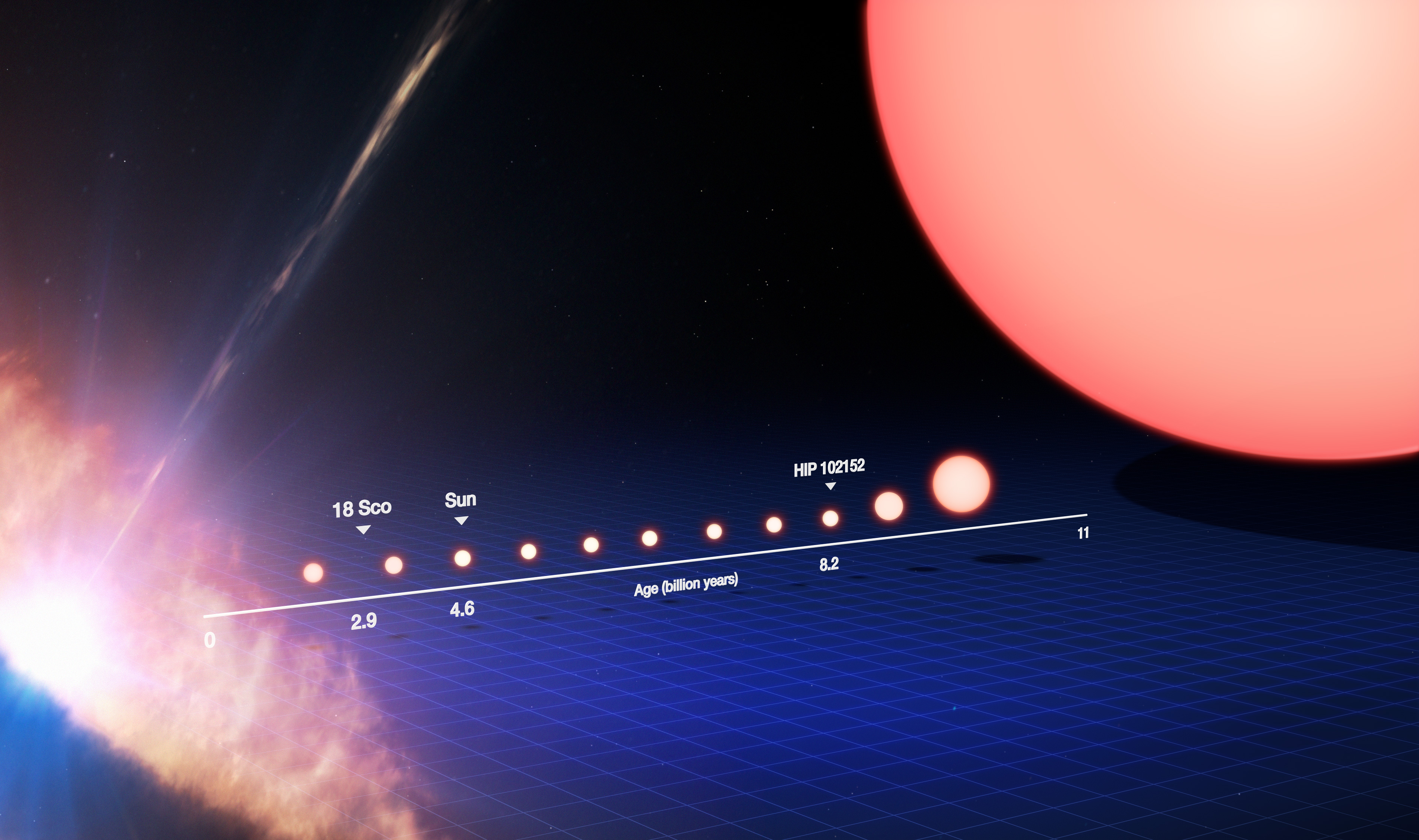
類似太陽的恆星演化概述

今天的太陽大約已經度過了它生命中最穩定部分的一半，40多億年來，它沒有發生巨大變化，在未來50多億年內將保持相當穩定。然而，在其核心的氫融合停止後，太陽將在內部和外部都發生巨大變化。它的質量比在5秒差距內其它75顆恆星中的71顆巨大，或是在前5%內。

### 形成
太陽大約於46億年前，由一個主要由氫和氦組成的巨大分子雲的一部分坍塌而形成；這個分子雲可能還孕育了許多其它恆星。這個年齡是使用恆星演化的電腦模型和核宇宙編年學估計的。這一結果與最古老的太陽系物質的輻射定年一致，即45.67億年前。對古代隕石的研究揭示了穩定的短半衰期同位素子核的痕迹，如鐵-60，這些子核只在爆炸的短壽命恆星中形成。這表明在太陽形成的位置附近一定發生過一顆或多顆超新星的爆炸。來自附近超新星的衝擊波會通過壓縮分子雲中的物質並導致某些區域在自身引力下坍塌，從而觸發太陽的形成。當分子雲的一個碎片坍塌時，由於角動量守恒，它也開始旋轉，並隨著壓力的增加而升溫。大部分質量集中在中心，而其餘的則扁平成一個圓盤，成為行星和太陽系的其它天體。因為它從周圍的圓盤中積累了更多的物質，雲層核心的重力和壓力產生了大量熱量，最終引發了核融合。
恆星HD 162826和HD 186302與太陽有相似之處，因此被假設為形成於同一分子雲中的恆星兄弟。

### 主序帶

類太陽恆星的演化。顯示一顆太陽質量恆星在赫-羅圖上，從離開主序帶到後漸近巨星分支階段的軌跡。

太陽正處於主序階段的一半，在此期間，其核心的核融合反應將氫融合為氦。每秒鐘，超過400萬噸的物質在太陽核心內轉化為能量，產生微中子和太陽輻射。按照這個速度，到目前為止，太陽已經將大約100倍地球質量轉化為能量，約占太陽總質量的0.03%。在太陽成為紅巨星階段之前，太陽作為主序星總共將花費大約100億至110億年的時間。根據2022年歐洲太空總署的蓋亞觀測任務，在80億年大關時，太陽將處於最熱點。
太陽的核心逐漸變得更熱，表面越來越熱，半徑越來越大，在主序列上的時間裏也越來越亮：自其主序生命開始以來，它的半徑擴大了15%，表面溫度從5,620 K（5,350 °C；9,660 °F）上升到5,772 K（5,499 °C；9,930 °F），導致光度從0.677太陽光度上升到現在的1.0太陽光度，增加了48%。這是因為核心中的氦原子的平均分子量高於熔化的氫原子，從而導致較低的熱壓力。因此，核心正在收縮，使太陽的外層向中心靠近，釋放出引力勢能。根據維里定理，釋放的引力能有一半用於加熱，這導致核融合發生的速率逐漸增加，從而亮度增加。隨著核芯逐漸變密，這個過程也加快了。現時，它的亮度每1億年新增約1%。從現在起，至少需要10億年的時間才能耗盡地球上的液態水。在那之後，地球將不再能够支持複雜的多細胞生命，地球上僅存的多細胞生物最後將遭受徹底滅絕。

### 核芯氫氣耗盡後

當前太陽的大小（現在在主序列中）與未來紅巨星階段的估計大小相比

太陽沒有足够的質量爆炸成為超新星。相對的，當它在大約50~60億年後耗盡核心中的氫時，核心的氫融合將停止，並且沒有什麼可以阻止核心收縮。引力勢能的釋放將導致太陽的光度增加，結束主序帶階段，並導致太陽在未來十億年內膨脹：首先變成次巨星，然後變成紅巨星。引力收縮引起的加熱也將導致核心外的殼層中的氫融合。那裡保留著未融合的氫，有助於增加光度，最終將達到目前亮度的1000倍以上。當太陽進入其紅巨星分支（RGB）階段時，它將吞沒水星和金星（可能），達到大約  0.75 AU（110 × 106 km；70 × 106 mi）。太陽將在RGB中度過大約十億年，並失去大約三分之一的質量。
在紅巨星分支之後，太陽還剩下大約12,000萬年的活躍生命，但發生了很多事情。首先，核心（充滿簡併氦）在氦閃中猛烈點燃；據估計，6%的核心 - 本身是太陽質量的40% - 將通過3氦過程在幾分鐘內轉化為碳。然後太陽縮小到目前大小的1/10左右，光度的50倍，而溫度比現在低一點。然後它將到達紅群聚或水平分支，但太陽金屬量的恆星不會沿著水平分支向藍色演變。相反的，因為它繼續在核心中與氦反應，它只是在大約1億年內適度變得更大，更明亮。
當氦耗盡時，太陽將重複核心中的氫耗盡時所遵循的膨脹。然而，這一次，這一切都發生得更快，太陽變得更大更亮，如果之前沒有吞噬金星，這時金星也将在劫难逃。這是漸近巨星分支階段，太陽交替融合殼層中的氫或更深殼中的氦。在早期漸近巨星分支上大約2,000萬年後，太陽變得越來越不穩定，質量迅速損失，每10萬年左右會有幾百年因為熱脈衝導致大小和光度增加。熱脈衝每次都變得更大，後來的脈衝將光度推到目前水準的5,000倍，半徑超過1 AU（150 × 106 km；93 × 106 mi）。
根據2008年的模型，由於太陽成為紅巨星的質量損失，地球的軌道最多會從最初的擴大1.5 AU（220 × 106 km；140 × 106 mi）。然而，由於潮汐力（最終從較低的色球拖曳），地球的軌道稍後將開始縮小，因此在紅巨星分支的尖端階段，在水星和金星分別遭受了同樣的命運的3.8和100萬年後被太陽吞沒。模型因質量損失的速度和時間而異。在紅巨星分支上具有較高質量損失的模型，在漸近巨星分支的頂端產生質量更小，亮度較低的恆星，可能光度只有2,000倍，半徑不到200倍。對太陽來說，在它完全失去外殼並開始形成行星狀星雲之前，預測有四個熱脈衝。到這個階段結束時 - 持續大約50萬年 - 太陽將只有目前質量的一半左右。
漸近巨分支的後期演化甚至更快。隨著溫度的升高，光度保持大致恆定，當暴露的核心到達30,000 K（29,700 °C；53,500 °F）時，太陽質量的一半被電離成行星狀星雲，好像它處於一種藍迴圈。最後的裸核，一顆白矮星，溫度將超過100,000 K（100,000 °C；180,000 °F），估計包含太陽目前質量的54.05%。行星狀星雲將在大約1萬年後消散，但白矮星將存活數萬億年，然後逐漸消失為假設的黑矮星。

## 運動和位置

### 太陽系

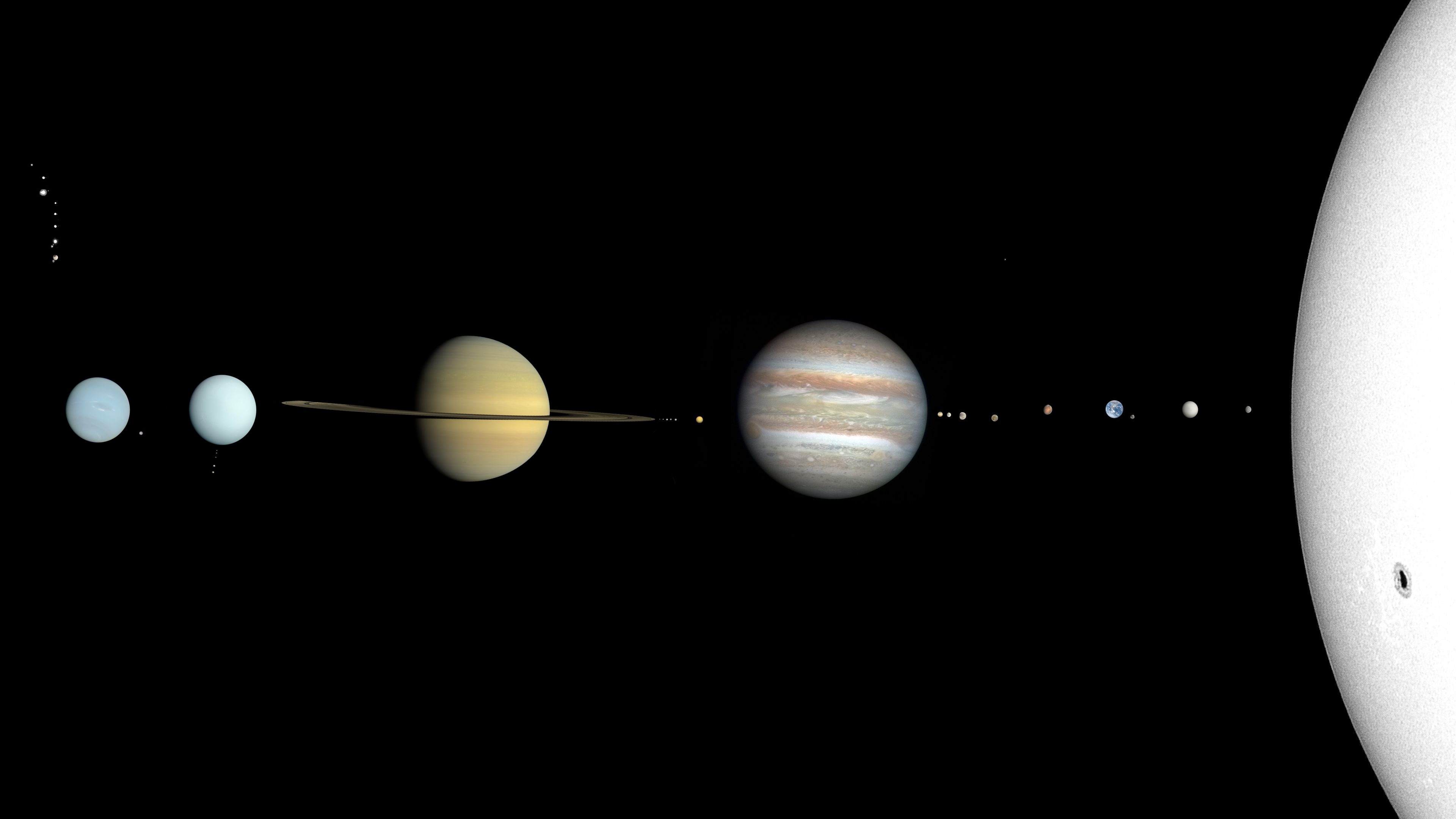
太陽系，太陽和行星的大小依比例呈現。類地行星在右邊，氣態和冰巨行星在左邊

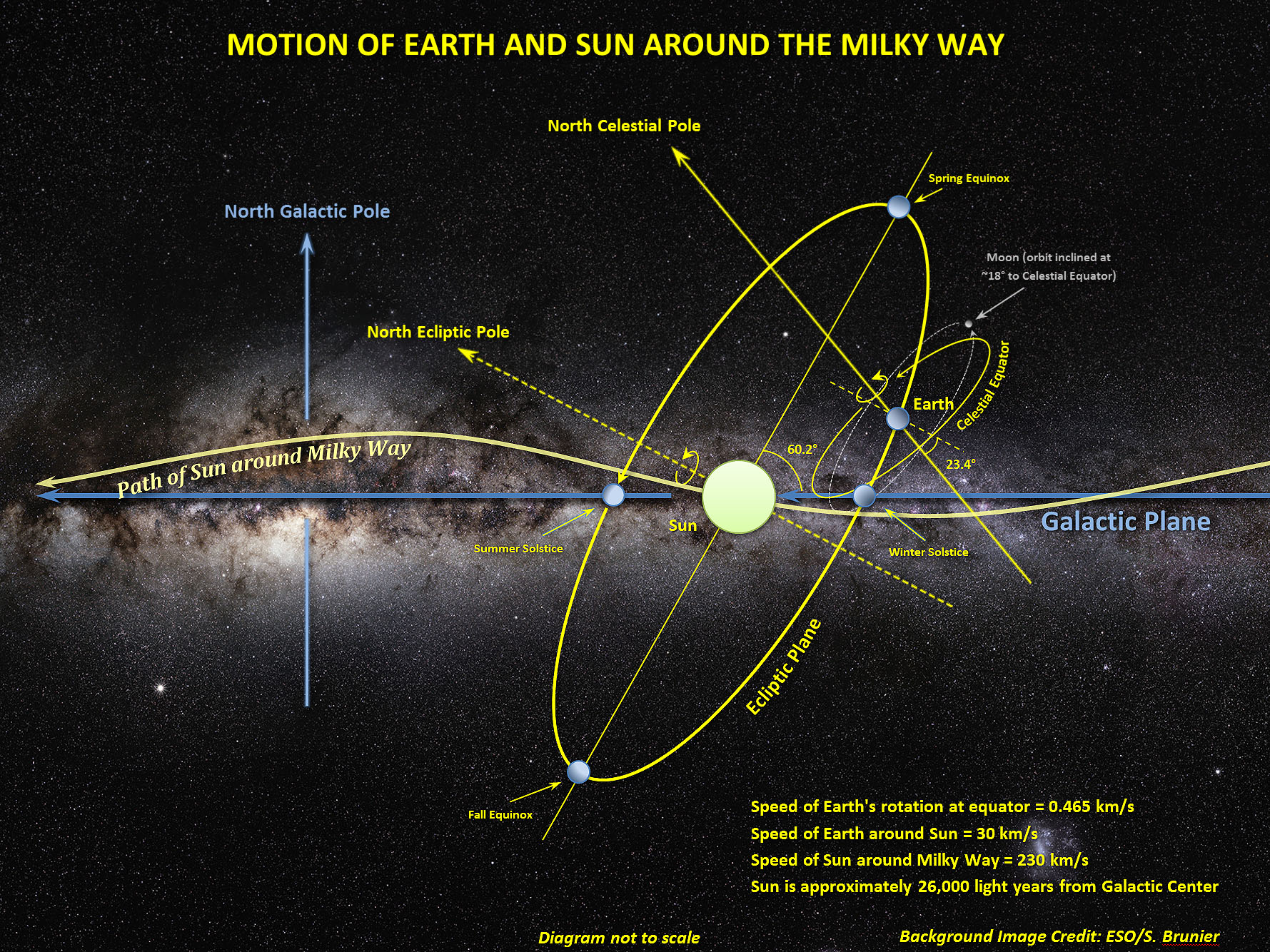
太陽、地球和月球運動的方向

太陽有八顆已知的行星圍繞它運行。這包括四顆類地行星（水星、金星，地球和火星），兩顆氣態巨行星（木星和土星）和兩顆冰巨行星（天王星和海王星）。太陽系還有九顆通常被認為是矮行星的天體和更多的候選者，一個主小行星帶，許多彗星，以及大量位於海王星軌道之外的冰體。其中六顆行星和許多較小的天體也有自己的天然衛星：特別是木星，土星和天王星的衛星系統在某些方面類似於太陽系統的微型版本。

#### 太陽系中的運動

太陽系的質心相對於太陽的視運動：實際上是太陽在運動。

太陽被行星的引力所移動。太陽的中心總是在太陽系質心的2.2太陽半徑內。太陽的這種運動主要是由於木星、土星、天王星和海王星。在幾十年的某些時期，運動是相當有規律的，形成三葉形模式，而在這些時期之間，它看起來更混亂。179年後（木星和土星的會合週期的九倍），這種模式或多或少地重複，但旋轉了約24°。包括地球在內的內行星的軌道同樣被相同的引力所取代，因此太陽的運動對地球和太陽的相對位置或太陽在地球上的輻照度作為時間的函數幾乎沒有影響。

### 鄰域天體

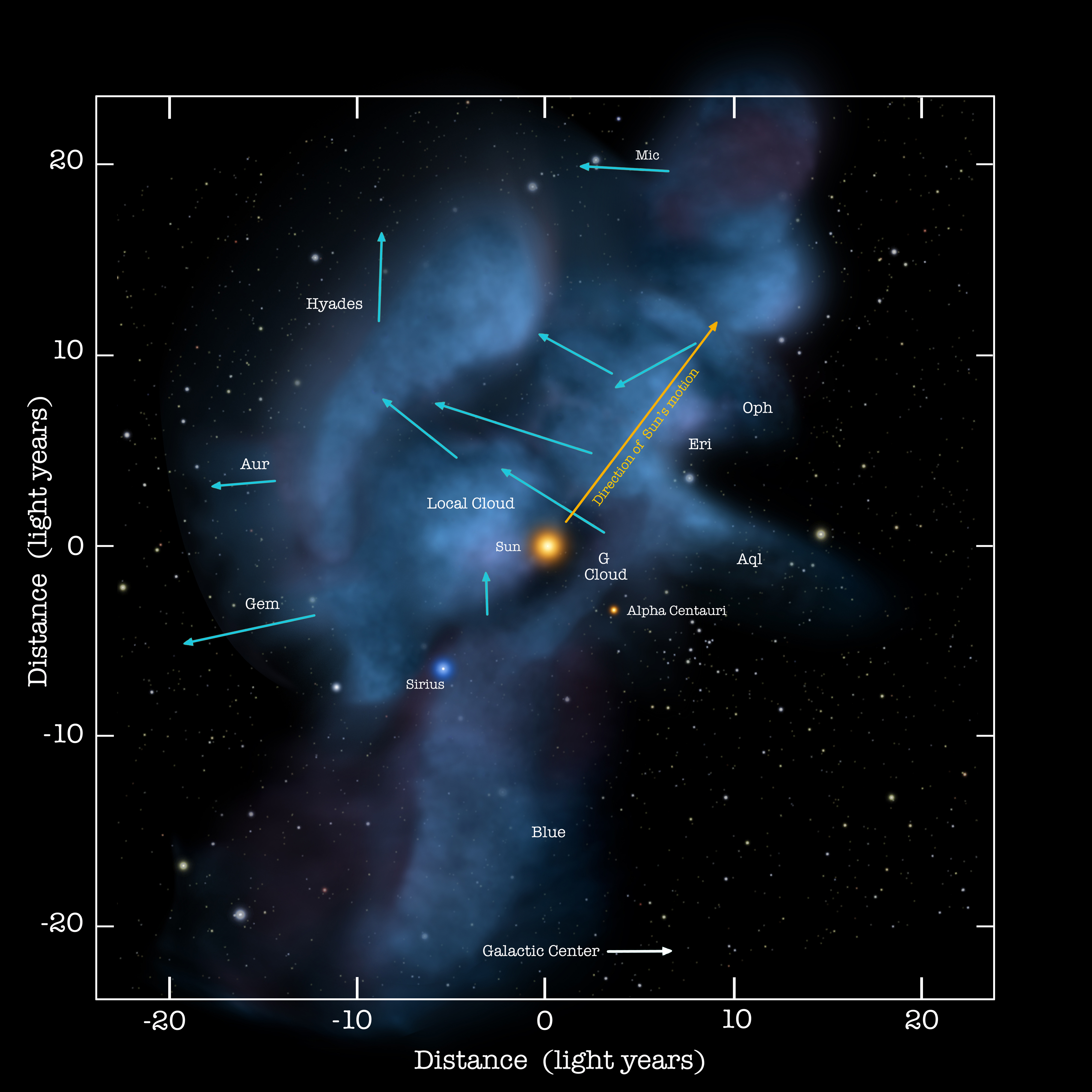
太陽圈之外是星際介質，由各種氣體雲組成。太陽系目前穿過本地星際雲，這裏顯示的是鄰近的雲和兩顆最近的獨立可見恆星

太陽系被本地星際雲包圍，儘管目前尚不清楚它是否嵌入本地星際雲中，或者它是否位於雲的邊緣之外。在距離太陽300光年以內的區域內也存在多個其他星際雲，稱為本地泡。後一個特徵是星際介質中大約300光年的沙漏狀空腔或超級氣泡。氣泡中充滿了高溫電漿，這表明它可能是最近幾次超新星的產物。
本地泡是一個小的超級氣泡，與鄰近的更寬的拉德克利夫波和“分裂”線性結構（以前稱為古爾德帶）相比，每個長度都有數千光年。所有這些結構都是獵戶臂的一部分，它包含了銀河系中肉眼可見的大部分恆星。局部鄰域中所有物質的密度為0.097±0.013 M☉·pc−3。
在距離太陽十光年以內的恆星相對較少，最近的是三合星系統南門二，距離地球約4.2光年，可能位於本地氣泡的G雲中。南門二A和B是一對緊密結合的類太陽恆星，而離地球最近的恆星紅矮星比鄰星，以0.2光年的距離繞著這對恆星運行。2016年，一顆潛在的適居系外行星被發現繞著比鄰星運行，稱為比鄰星b，這是被確認離太陽最近的系外行星。
已知距離太陽最近的核融合體是紅矮星巴納德星（5.9光年），沃夫359（7.8光年）和拉蘭德21185（8.3 光年）。最近的棕矮星屬於雙星盧曼16系統（6.6光年），而已知最接近的星際或自由漂浮的行星質量天體，質量小於10木星質量的次棕矮星WISE 0855–0714（7.4光年）。
在8.6光年外的天狼星，是地球夜空中最亮的恆星，質量大約是太陽的兩倍，有離地球最近的白矮星天狼星B繞行著。十光年以內的其它恆星還有聯星系統的紅矮星魯坦726-8（8.7光年）和孤獨的紅矮星羅斯154（9.7光年）。離太陽系最近的類太陽恆星是11.9光年的天倉五（鯨魚座τ）。它的質量大約是太陽的80%，但光度只有太陽的一半左右。
最近和肉眼直接可見的恆星群是距離大約80光年的大熊座移動星群，它位於本地泡內，以及一樣肉眼可見，位於其邊緣的畢宿星團。最近的恆星形成區是南冕座分子雲、蛇夫座ρ星雲複合體和位於本地泡沫之外，是拉德克利夫波一部分的金牛座分子雲。

### 在銀河系的軌道
太陽繞著銀河系的中心運行，目前正朝著天鵝座座的方向移動。星系中恆星運動的簡單模型給出了銀道坐標系X、Y和Z作為：
{\displaystyle X(t)=X(0)+{\frac {U(0)}{\kappa }}\sin(\kappa t)+{\frac {V(0)}{2B}}(1-\cos(\kappa t))}
{\displaystyle Y(t)=Y(0)+2A\left(X(0)+{\frac {V(0)}{2B}}\right)t-{\frac {\Omega _{0}}{B\kappa }}V(0)\sin(\kappa t)+{\frac {2\Omega _{0}}{\kappa ^{2}}}U(0)(1-\cos(\kappa t))}
{\displaystyle Z(t)={\frac {W(0)}{\nu }}\sin(\nu t)+Z(0)\cos(\nu t)}
其中U、V和W是相對於本地靜止標準、A和B是歐特常數，{\displaystyle \Omega _{0}=A-B}是本地靜止標準的星系旋轉角速度，{\displaystyle \kappa ={\sqrt {-4\Omega _{0}B}}}是“環心頻率”，ν 是垂直振蕩頻率。對於太陽，U、V和W的現值估計為{\displaystyle (U(0),V(0),W(0))=(10.00,5.25,7.17)} km/s，其它常量的估計值為 A = 15.5 km/s/kpc， B = −12.2 km/s/kpc， κ = 37 km/s/kpc，和ν=74 km/s/kpc。我們採取X(0)和Y(0)為零和Z(0)估計為17秒差距。這個模型意味著太陽圍繞著一個點循環，而這個點本身就圍繞著銀河系。太陽圍繞該點的環流週期為{\displaystyle 2\pi /\kappa }。使用秒差距等於1 km/s乘以0.978 百萬年的等效性，它得出1.66億年，比點繞星系所需的時間短。在(X，Y)座標，描述了太陽圍繞該點的橢圓，其長度在 Y 方向為
{\displaystyle 2\times {\sqrt {\left({\frac {2\Omega _{0}}{\kappa ^{2}}}U(0)\right)^{2}+\left({\frac {\Omega _{0}}{B\kappa }}V(0)\right)^{2}}}=1035{\text{ parsec}}.}
以及其寬度在X方向為
{\displaystyle 2\times {\sqrt {\left({\frac {U(0)}{\kappa }}\right)^{2}+\left({\frac {V(0)}{2B}}\right)^{2}}}=691{\text{ parsec}}}
這個橢圓的長度與寬度之比，對於我們附近的所有恆星都是一樣的，是{\displaystyle 2\Omega /\kappa \approx 1.50.}
移動點目前位於
{\displaystyle X={\frac {V(0)}{2B}}=-215{\text{ parsec}}}
{\displaystyle Y={\frac {2\Omega _{0}}{\kappa ^{2}}}U(0)=405{\text{ parsec}}.}
採取太陽在Z方向的震盪
{\displaystyle {\sqrt {\left({\frac {W(0)}{\nu }}\right)^{2}+Z(0)^{2}}}=98{\text{ parsec}}}
在銀河系平面上方和下方相同的距離，週期為{\displaystyle 2\pi /\nu }或8,300萬年，每個軌道約2.7次。雖然{\displaystyle 2\pi /\Omega _{0}}是2.22億年，但{\displaystyle \ Omega}在太陽環流時的值是
{\displaystyle \Omega \approx \Omega _{0}-{\frac {2A}{R_{0}}}\Delta X\approx 26.1{\text{ km/s/kpc}}}
（參見歐特常數），對應於2.35億年，這是該點繞銀河系一次所需的時間。其它具有相同值{\displaystyle X+V/(2B)}的恆星必須花相同的時間圍繞銀河系，因此太陽附近的恆星一般保持相同的距離。
太陽圍繞銀河系的軌道由於銀河系中不均勻的質量分佈，例如銀河系螺旋臂內和之間的質量分佈，而受到干擾。有人認為，太陽通過更高密度的螺旋臂通常與地球上的大規模滅絕相吻合，也許是由於撞擊事件的增加。太陽系大約需要2.25〜2.5億年才能完成一次穿越銀河系的軌道（“銀河年”），因此，一般認為在太陽的一生中已經完成了20〜25次軌道。太陽系圍繞銀河系中心的軌道速度約為251公里/秒（156英里/秒）。按照這個速度，太陽系需要大約1,190年的時間才能行進1光年，或者需要7天才能行進1 AU。
銀河系相對於宇宙微波背景輻射（CMB）向星座長蛇座的方向移動的速度為550 km/s，太陽相對於CMB的最終速度約為370 km/s，方向為方向為巨爵座或獅子座。

### 銀河系位置

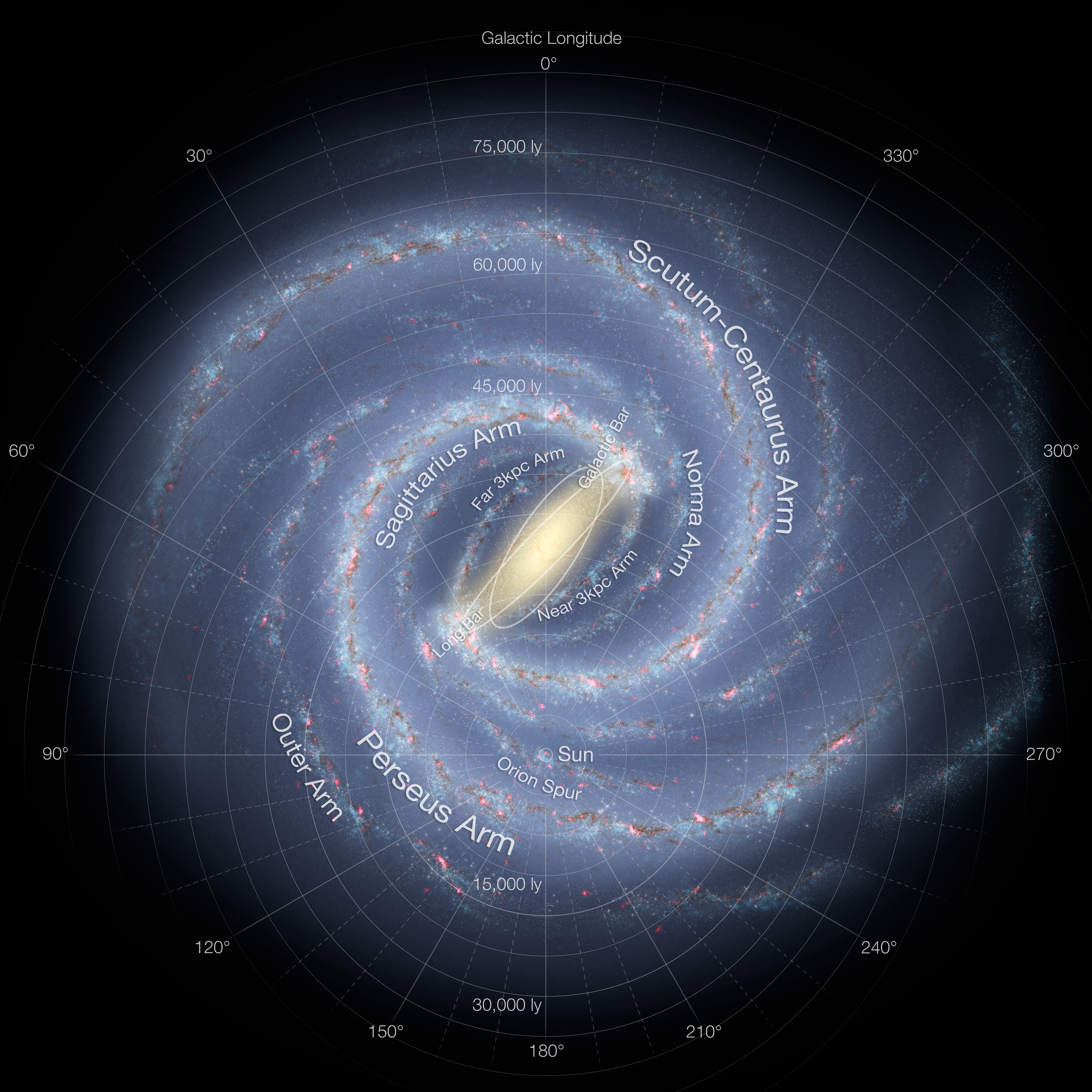
顯示太陽位置的銀河系插圖。顯示的徑向座標（輻射線）以太陽的位置為中心（標記）

太陽位於銀河系的獵戶臂內緣附近，在本地星際雲或古爾德帶中，距離銀河系中心的距離為7.5—8.5千秒差距（24—28千光年）
。
太陽包含在本地泡中，這是一個稀薄的熱氣體空間，可能由超新星遺跡傑敏卡，或昴宿星團移動群B1中的多顆超新星產生。本地臂和外側的下一個臂，英仙臂，之間的距離大約是6,500光年。太陽，以及太陽系，被發現在科學家所謂的銀河系宜居帶。“太陽之道的向點”，或太陽向點，是太陽相對於附近其它恆星行進的方向。這個運動是朝向星座武仙座中靠近恆星織女星的一個點。距離太陽100秒差距（326光年）的恆星，相對於太陽的速度可以近似地通過馬克士威-波茲曼分布（特別是對於較低的速度）或對數常態分佈（特別是對於較高的速度）來建模，但高速恆星（大於300km/s）比任何一個分佈所預測的都要多。這些恆星相對於太陽的平均速度（不是平均速率）（或太陽相對於它們的平均速度）約為20km/s。
在太陽的32.6 ly中，截至2000年，在227個系統中有315顆已知恆星，包括163顆單顆恆星。據估計，這一範圍內還有130個系統尚未確定。如果擴大到81.5 ly，則可能有多達7,500顆星，其中大約2,600顆已知。該體積中的次恆星天體的數量預估將與恆星的數量相當。在距離地球17光年以內的50顆近恆星系統（最接近的是紅矮星毗鄰星，大約4.2光年），太陽的質量排名第四。
近恆星蓋亞星表，在100秒差距內，包含331,312顆恆星，並被認為包括至少92%的恆星分類為M9或“更早”（即更熱）的恆星。

## 理論上的問題

### 太陽微中子問題
多年以來從地球上檢測到的太陽電微中子數量只有標準模型預測的1⁄3到1⁄2，這種異常的結果被稱為太陽微中子問題。要解決這個問題，理論上曾試圖降低太陽內部的溫度，以解釋微中子流量的減少，或是提出電微中子可以振盪－也就是，在他們從太陽到地球的旅途中間轉變成為無法偵測到的τ微中子和μ微中子。在1980年代建造了一些微中子觀測台，包括薩德伯里微中子天文台和神岡探測器，並盡可能的準確的測量微中子通量。從這些觀測的結果最終導致發現微中子有很小的靜止質量和確實會振盪。此外，薩德伯里微中子天文台在2001年有能力直接檢測出所有的三種微中子，並且發現太陽的總微中子輻射量與標準模型符合，而依據的依然只是從地球上看到，只佔總數三分之一的電微中子的能量。這個比例是由MSW效應（也稱為物值效應）預測的，它描述微中子在物質間的振盪，而現在被重視成為這個問題的解答。

### 日冕高溫問題
已知可見光的太陽表面（光球）只有大約6,000K的溫度，但是在其上的日冕溫度卻升高至1,000,000－2,000,000K。日冕的高溫顯示它除了直接從光球傳導的熱之外，還有其他的熱能來源。
人們認為加熱日冕的能量來自光球下方對流帶的湍流，並且提出兩個加熱日冕的主要機制。第一個是波加熱，來自於聲音、重力或磁流體坡在對流帶產生湍流，這些波向上旅行並且在日冕中消散，將它們的能量以熱的形式儲存在包圍在四周的氣體內。另一種是磁化熱，在光球的運動中磁能不斷的被建立，並且經由磁重聯的形式釋放能量，規模較大的是閃焰還有無數規模較小但相似的事件－毫微閃焰（Nanoflares）。
目前，還不清楚波是否有效的加熱機制，但除了阿耳芬波之外，已經發現其它的波在抵達日冕前都已經被驅散或折射。另一方面，阿耳芬波在日冕中不容易消散，因此目前的研究已經聚焦和轉移到閃焰的加熱機制。

### 年輕太陽黯淡問題
理論模型認為太陽在38至25億年前的古代時期，亮度只有現在的75%。這樣微弱的恆星不足以使地球表面的水維持液態，因此生命應該還沒有發展出來。然而，在地質上的紀錄表明當時的地球在其歷史上有相當穩定的溫度，並且年輕的地球和現在一樣的溫暖。科學家們的共識是年輕的地球大氣包含的溫室氣體（像是二氧化碳、甲烷和/或氨）的量比現在要多，而被困住的熱量足以彌補抵達地球太陽能的不足。

### 現在的異常
太陽目前有一些行為出現了異常：
- 這是一次非比尋常的極小期，自2008年5月起，有比以往長的一段時間，太陽表面一塵不染，看不見任何一顆黑子的出現。
- 它比平常暗了一些；與上一次的極小期比較，在可見光波長的輸出少了0.02%，在遠紫外線波長上少了6%[197]。
- 在過去的20年，太陽風的速度下降了3%，溫度下降13%，密度也減少了20%[198]。
- 與22年前的極小期比較，它的磁場強度只有當時的一半，結果是造成充滿整個太陽系的太陽圈收縮，因此撞擊到地球和它的大氣層的宇宙射線的程度增加。

## 觀測的歷史
人类对太阳的观测可以追溯到公元前2000年，在中国古代的典籍《尚书》中记载了发生在夏代的一次日食。中国古代汉字中用⊙代表太阳，表明中国很早以前就已看到了太阳黑子。《汉书·五行志》中记载了人类最早的黑子记录：“日出黄，有黑气大如钱，居日中央。”公元前400年，希腊人曾经看到过太阳黑子，但在欧洲被遗忘，直到1605年伽利略通过望远镜重新发现了它。

### 早期的了解和語源

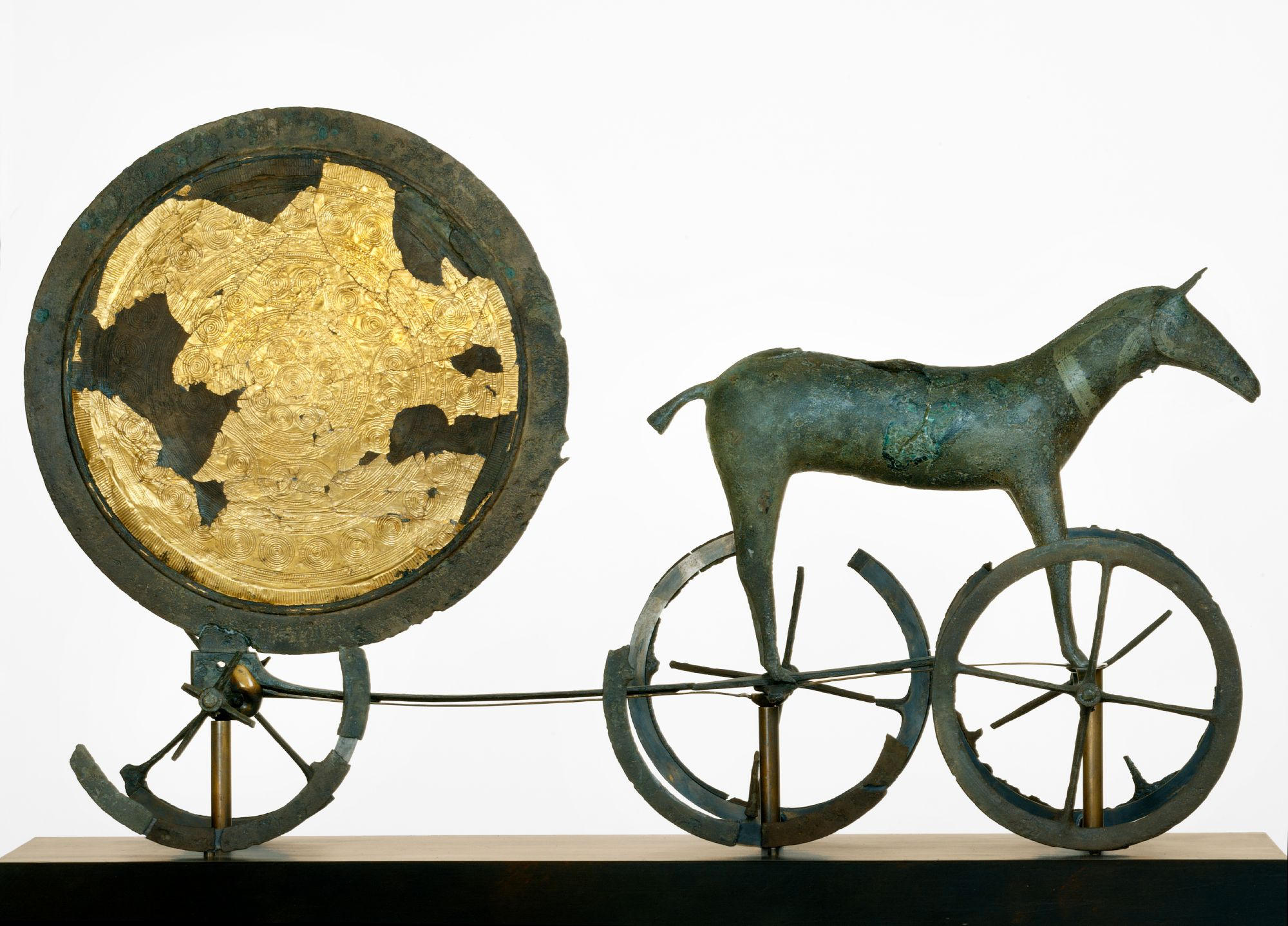
這個在丹麥國家博物館中展出的雕塑可能是前1350年的作品。這個由一匹馬拉著的雷鳴太陽戰車雕塑，相信在闡明北歐青銅時代的神話中占有很重要的地位

《說文解字》：日，實也，大易之精不虧，從○一象形。凡日之屬皆從日。日古文象形。
人類對太陽的最基本了解是在天空上發光的一個圓盤，當它在地平線上時創造了白天，消失時就造成夜晚。在許多古文化和史前文化中，太陽被認為是太陽神或其他超自然的現象。像是南美的印加和阿茲特克（現在的墨西哥）都有崇拜太陽的中心文化；許多古蹟的修築都與太陽現象有關，例如巨石準確的標示出冬至或夏至至點的方向（一些知名的石柱群諸如埃及納布塔普拉雅、馬爾他姆那拉和英國巨石陣）；紐格萊奇墓，一個史前人類在愛爾蘭的建築物，目的是在檢測冬至；在墨西哥奇琴伊察的艾爾堡金字塔設計成在春分和秋分的影子像蛇在爬金字塔的樣子。
在羅馬帝國晚期太陽的生日是在冬至之後的一個慶典假日，稱為無敵太陽，有可能就是聖誕節的前身。作為一顆恆星，從地球上看到太陽每年沿著黃道帶上的黃道繞行一圈，所以希臘天文學家認為它也是七顆行星之一；在一些語言中還用來命名一周七天中的一天。

### 科學認識的發展
在西元前1,000年，巴比倫天文學家觀察到太陽沿著黃道的運動是不均勻的，雖然他們不瞭解為何會如此。而今天我們知道是因為地球以橢圓軌道繞著太陽運行，使得地球在接近近日點的速度較快，而在遠日點時速度較慢。
第一位嘗試以科學或哲學解釋太陽的人是希臘哲學家阿那克薩哥拉，他推斷太陽是一個巨大的金屬火球，比在伯羅奔尼撒的赫利俄斯戰車還要大，同時月球是反射太陽的光。他因為傳授這種異端被判決死刑而遭到囚禁，後來因為伯里克利介入調解而獲釋。埃拉托斯特尼在西元前3世紀估計地球和太陽之間的距離大約是“400和80,000斯達地”，其中的翻譯是含糊不清的，暗示是4,080,000斯達地（755,000公里）或是804,000,000斯達地（148至153百萬公里，或0.99至1.02天文單位）；後面的數值與今天所用的誤差只有幾個百分點。在西元前一世紀，托勒密估計這個距離是地球半徑的1,210倍，大約是771萬公里（0.0515 AU）。
古希臘的阿里斯塔克斯在西元前3世紀最早提出行星是以太陽為中心環繞著運轉的理論，稍後得到塞琉西亞的塞琉古的認同（參見日心說）。這在很大程度上仍是哲學上的預測，到了16世紀才由哥白尼發展出數學模型的日心系統。在17世紀初期，望遠鏡的發明使得托馬斯·哈里奧特、伽利略和其它的天文學家能夠詳細的觀察太陽黑子。伽利略做出一些已知是最早觀測太陽黑子的報告，並提出它們是在太陽的表面，而不是通過地球和太陽之間的小天體。漢朝（西元前206至西元220年）的中國天文學家也對黑子持續觀測和記錄了數個世紀。伊斯蘭的伊本·魯世德也提供了12世紀的黑子描述。
阿拉伯天文學的貢獻包括巴塔尼發現太陽離心率的方向變化，和伊本·尤努斯（Ibn Yunus）多年來使用大的星盤觀察超過10,000次的太陽位置。伊本·西那在1032年第一次觀測到金星凌日，他推論出金星比地球更靠近太陽，而伊本·巴哲則是在12世紀曾記錄觀測到兩顆行星凌日。
1239年，俄罗斯的编年史中曾提到过日珥，称其为“火舌”，1842年在一次日食中重新发现了日珥。1843年，Schwabe发现了太阳活动的11年周期，1851年在一次日食中拍摄到了第一张日冕的照片。1859年人们发现了太阳耀斑。
在1672年，乔瓦尼·多梅尼科·卡西尼和讓·里歇爾確定了火星的距離，因此可以計算出太陽的距離。艾薩克·牛頓使用三稜鏡觀察太陽光，顯示出陽光是由各種不同的顏色組合而成，而威廉·赫歇爾在1800年發現在超越太陽光譜的紅色部分之外，還有紅外線的輻射。19世紀的光譜學使太陽研究有所進展。1824年，夫朗和斐首度發現光譜中的吸收線，最強的幾條吸收線迄今仍被稱為夫朗和斐線；將太陽光譜展開，可以發現更大量的吸收線，造成更多的顏色消失不見。1868年又在太阳光谱中发现了一种新的元素，取名为氦（helium，意为太阳神）；次年又发现了新的谱线，认为是另外一种元素，定名为，后來证明这只是普通元素的高电离态谱线。
在現代科學時代的初期，太陽能量的來源是個巨大的謎。凱爾文爵士提出太陽是一個正在冷卻的液體球，輻射出儲藏在內部的熱。凱爾文和赫爾曼·馮·亥姆霍茲然後提出重力收縮機制來解釋能量的輸出。很不幸的，由此產生的年齡估計只有2,000萬歲，遠短於當時以地質上的發現所估計出至少3億年的時間跨度。在1890年，約瑟夫·洛克爾在太陽光譜中發現氦，提出太陽形成和演化的隕石說。
直到1904年解決的方案才被提出，拉塞福提出太陽的輸出可以由內部的熱源提供，並提出放射性衰變是這個來源。不過，阿爾伯特·愛因斯坦提出的質能等價關係E = mc2為太陽的能量來源提供了線索。
1908年，美国天文学家喬治·海爾发现黑子具有很强的磁场。1930年发明了日冕仪，使得随时观测日冕成为可能。
在1920年，亞瑟·愛丁頓爵士提出在太陽核心的溫度和壓力導致核融合將氫（質子）合併成氦核，從質量淨變動的結果產生了能量。塞西莉亞·佩恩-加波施金在1925年證實氫在太陽中佔的優勢，核融合的理論概念也在1930年代由天文物理學家蘇布拉馬尼揚·錢德拉塞卡和漢斯·貝特發展出來。漢斯·貝特仔細的計算了兩種太陽能量主要來源的核反應，在1938年提出了恒星内部质子-质子鏈反应和碳氮氧循环两种核反应过程，阐明了太阳的能源机制。。
最後，瑪格麗特·伯比奇在1957年發表了名為“在恆星內部的元素合成”的論文，這篇論文令人信服的論證出，在宇宙中絕大部分恆星內部的元素合成，都像我們的太陽一樣。
1975年Deubner奠定了日震学的基础。

### 太陽太空任務
最早被設計來觀察太陽的衛星是NASA在1959年至1968年發射的先鋒5、6、7、8、和9號。這些探測器在與地球相似的距離上環繞著太陽，並且首度做出太陽風和太陽磁場的詳細測量。先鋒9號運轉的時間特別長，直到1983年5月還在傳送資料。
在1970年代，兩艘太陽神太空船和天空實驗室的阿波羅望遠鏡架台為科學家提供了大量的太陽風和日冕的資料。太陽神1號和2號太空船是美國和德國合作，在水星近日點內側的軌道上研究太陽風，天空實驗室是NASA在1973年發射的太空站，包括一個由駐站的太空人操作，稱為阿波羅望遠鏡架台的太陽天文台。天空實驗室首度從太陽日冕的紫外線輻射中分辨出太陽的過渡區。它的發現還包括首度觀測到日冕物質拋射，然後被稱為日冕瞬變，和現在已經知道與太陽風關係密切的冕洞。
在1980年，NASA發射了SMM，這艘太空船設計在太陽最活躍的期間和太陽發光率，以γ射線、X射線和紫外線觀察來自太陽閃焰的輻射。不過，就在發射之後幾個月，因為內部的電子零件故障，造成探測器進入待機模式，之後的三年它都處在這種待命的狀態。在1984年，挑戰者號太空梭在STS-41-C的任務中取回這顆衛星，修復了電子零件後再送回軌道。之後，太陽極限任務在1989年6月重返地球的大氣層之前，獲得了成千上萬的影像。
日本在1991年發射的陽光衛星在X射線的波長觀測太陽閃焰，任務中獲得的資料讓科學家可以分辨不同類型的閃焰，並驗證了在離開活動高峰期的日冕有著比過去所假設的更多活動和動態。陽光衛星觀測了整個的太陽週期，但是在2001年的一次日全食使它不能鎖定太陽而進入了待機模式。它在2005年以重返大氣層的方法銷毀。
最重要的太陽任務之一是1995年12月2日由歐洲太空總署和美國國家航空暨太空總署共同建造和發射的太陽和太陽風層探測器（SOHO）。原本只是一個為期兩年的任務，但在2009年批准將計畫延長至2012年。它證明了對2010年2月發射的太陽動力學天文台非常有用，SOHO位於地球和太陽之間的拉格朗日點（兩著引力的平衡點），SOHO自發射以來，在許多波段上提供了太陽的常規觀測圖。除了直接觀測太陽，SOHO還促成了大量彗星的發現，它們絕大多數都是暗淡的，在經過太陽時會被焚毀的掠日彗星。
所有的這些衛星都是在黃道平面上觀測太陽，所以只能看清楚太陽在赤道附近的地區。研究太陽極區的尤里西斯號探測器在1990年發射，它先航向木星，經由這顆行星的彈射進入脫離黃道平面的軌道。無心插柳的，使它成為觀察1994年舒梅克－李維九號彗星撞木星的最佳人選。一旦尤里西斯進入預定的軌道後，它開始觀察高緯度上的太陽風和磁場強度，發現高緯度的太陽風以低於預測的705公里/秒的速度運動，還有大量的磁波從高緯度發射出來，散射了來自銀河系的宇宙射線。
從光譜的研究已經熟知光球的元素豐度，但對於太陽內部的成分所知仍很貧乏。將太陽風樣本帶回的起源號被設計來讓天文學家直接測量太陽物質的成分。起源號在2004年返回地球，但是因為它的一個降落傘在重返大氣層時未能張開，使它在著陸時墜毀。儘管受到嚴重的破換，一些可用的樣本還是被從太空船的樣本返回模組艙帶回並且正在進行研究與分析。
日地關係天文台（STEREO）任務在2006年10月發射，兩艘相同的太空船分別被送進在地球軌道前方和後方並逐漸遠離地球的位置上，這使得太陽和太陽現象的影像，如日冕物質拋射可以立體成像。
其他太阳观测卫星还有美国1998年发射的TRACE卫星、2002年发射的RHESSI卫星、2006年发射的STEREO卫星，日本在2006年发射的日出卫星（Solar-B）等。

## 觀測和成效
太陽非常明亮，以裸眼直視太陽在短時間內就會很不舒服，但對於沒有完全睜開的眼睛還不致於立即造成危害。直接看太陽會造成視覺上的光幻視和暫時部分失明，只要4毫瓦的陽光對視網膜稍有加熱就可能造成破壞，使眼睛對光度不能做出正確的回應。暴露在紫外線下會使眼睛的水晶體逐漸變黃，並且被認為還會形成白內障，但是這取決於是否經常曝露在太陽的紫外線下，而不是是否直接目視太陽。儘管已經知道暴露在紫外線的環境下，會加速眼睛白內障的形成，當日食發生的時候還是有許多不當注視太陽所引發的日食目盲或視網膜灼傷。長時間用肉眼直接看太陽會受到紫外線的誘導，大約100秒鐘視網膜就會灼傷產生病變，特別是在來自太陽的紫外線強度較高和被聚焦的情況下；對孩童的眼睛和新植入的水晶體情況會更為惡化（它們比成熟的眼睛承受了更多的紫外線）、以及太陽的角度接近地平、和在高緯度的地區觀測太陽。
通過將光線集中的光學儀器，像是雙筒望遠鏡觀察太陽，若沒有用濾鏡將光線做實質上的減弱和遮擋紫外線是很危險的。柔光的ND濾鏡可能不會濾除紫外線，所以依然是危險的。用來觀測太陽的衰減濾鏡必須使用專門設計的：紫外線或紅外線會穿透一些臨時湊合的濾鏡，在高亮度時一樣還是會傷害到眼睛。
沒有濾鏡的雙筒望遠鏡可能會導入超500倍以上的能量，用肉眼看幾乎立即殺死視網膜的細胞，對視網膜造成傷害。在正午的陽光下，透過沒有濾鏡的雙筒望遠鏡看太陽，即使只是短暫的一瞥，都可能導致永久的失明。
因為眼睛的瞳孔不能適應異常高的光度對比，觀看日偏食是很危險的：瞳孔是依據進入視場的總光亮，而不是依據最明亮的光來擴張。當日偏食的時候，因為月球行經太陽前方遮蔽了部分的陽光，但是光球未被遮蔽的部分依然有著與平常的白天相同的表面亮度。在完全黑暗的環境下，瞳孔可以從2mm擴張至6mm，每個暴露在太陽影像下的視網膜細胞會接收到十倍於觀看未被遮住的太陽光量。這會損壞或殺死這些細胞，導致觀看者出現小但永久的盲點。對沒有經驗的觀測者和孩童，這種危害是不知不覺的，因為不會感覺到痛：它不是立即可以察覺自己的視野被摧毀。
陽光會因為瑞利散射和米氏散射而減弱，特別是當日出和日落時經過漫長的地球大氣層時，使得陽光有時會很柔和，可以舒服的用肉眼或安全的光學儀器觀看（只要沒有陽光會突然穿透雲層的風險）。煙霧、大氣的粉塵、和高濕度都有助於大氣衰減陽光。
一種罕見的光學現象會在日出之前或日落之後短暫的出現，就是所知的綠閃光。這種閃光是太陽正好在地平線下被彎曲（通常是通過逆溫層）朝向觀測者造成的。短波長的光（紫色、藍色和綠色）被偏折的比長波長的多（黃色、橙色、紅色），但是紫色和藍色被散色的較多，留下的綠色就較容易被看見。
來自太陽的紫外線具有防腐的性質，可以作為水和工具的消毒。它也會使皮膚曬傷，和其他醫療的效應，例如維生素D的生成。地球的臭氧層會使紫外線減弱，所以紫外線的強度會隨著高度的增加而加強，並且有許多生物已經產生適應的能力，包括在全球不同地區的人種有著不同的膚色變化。

## 術語
如同其它的自然現象，太陽在整個的人類歷史上受到許多文化的崇拜，並且是星期日這個詞的來源。依據國際天文聯合會，它在英語中的正式名稱是“Sun”（作為專有名詞，第一個字母要大寫）。拉丁文的名稱是“Sol”（發音： /ˈsɒl/），太陽神有著相同的名稱，這是眾所周知但在英文中卻不常用到；相關的形容詞是“solar”。“Sol”是太陽在許多歐洲語系中的現代用語。
“Sol”這個名詞也被行星天文學家使用來表示其它行星，像是火星上的太陽日。地球的平均太陽日大約是24小時，火星上的“太陽日”是24小時39分又35.244秒。

## 太阳伴星
有不少天文学家认为，太阳有一颗不大的伴星，并把它命名为“复仇女神星”。但这颗伴星的存在与否仍存在争议。

## 人類文化

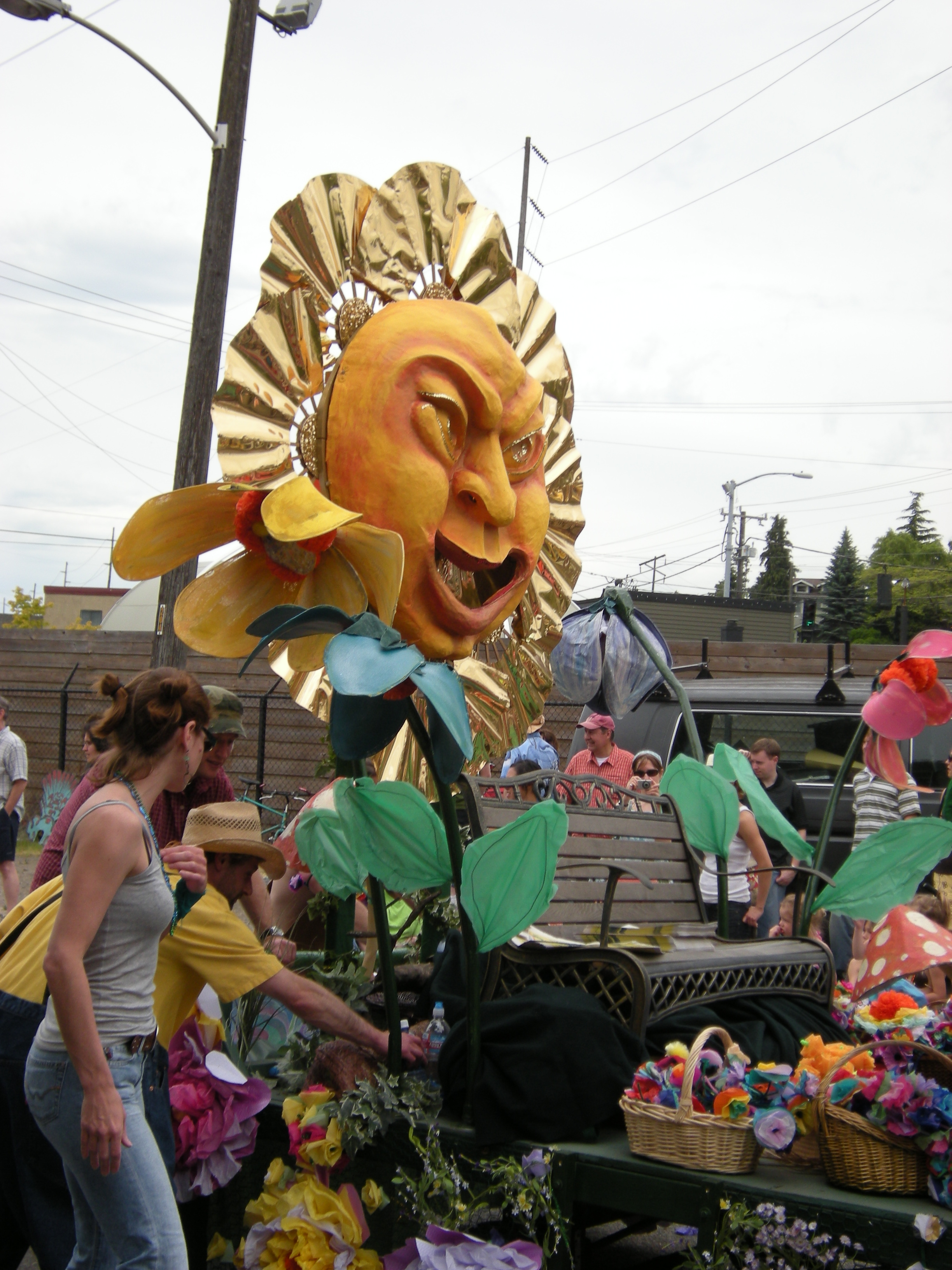
西雅圖的至日點遊行

### 重要性
太阳对人类而言至关重要。地球大气的循环，昼夜与四季的轮替，地球冷暖的变化都是太阳作用的结果。对于天文学家来说，太阳是唯一能够观测到表面细节的恒星。通过对太阳的研究，人类可以推断宇宙中其他恒星的特性，人类对恒星的了解大部分都来自于太阳。

### 神话

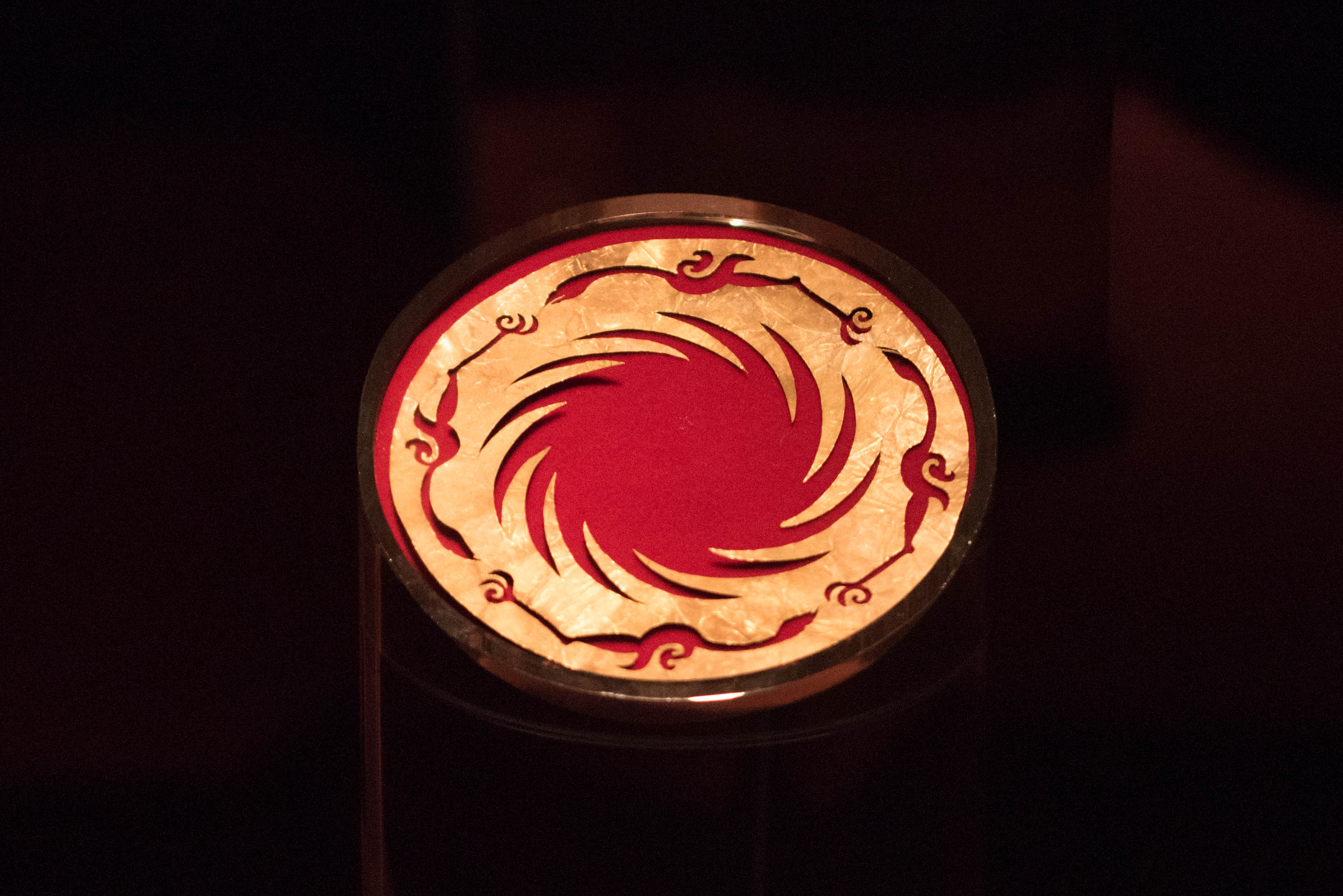
金沙遗址出土太阳神鸟金箔，被认为与“金乌负日”的传说有关

- 在希腊神话中，太阳的保护神是阿波罗，而赫利俄斯則負責駕駛乘載太陽的飛車。
- 在北歐神話中，蘇爾是駕駛日車的女神。
- 在阿瑪納教教義中，阿頓神的形象是日輪，祂不僅是世界的造創者和主宰者，而且是唯一一位值得被崇拜的神祇，其地位在阿肯那頓法老在位時 遠超於拉神和阿蒙神等其他同樣與太陽有關的神祇 地位之上。
- 在台灣原住民排灣族中，部分排灣族地區太古時期第一代部落領袖、國王是由太陽誕生，因而在信仰文化中太陽具重要意義。
- 在中国神话传说中，太阳是三足金乌。《淮南子·本經訓》：「逮至堯之時，十日並出，焦禾稼，殺草木，而民無所食。」《竹書紀年》亦載「八年，天有妖孽，十日並出」。《山海經·海外東經》和《大荒南經》、《楚辭·天問》等亦載有此傳說。
- 在日本神話，天照大神是代表著太陽的主神。
- 世界上有許多國家把太陽當作設計國旗的靈感來源。

### 文學
- 唐代李白有詩云：「日照香爐生紫煙，遙看瀑布掛前川。」

## 註解
1. 1 2  ，本文中的所有數位都是短刻度，billion這個詞表示109，或 1,000,000,000
2. ↑  ，海底熱液群落生活在海底深處，無法獲得陽光。細菌通過化能合成將含硫化合物作為能源。

1. ↑  斯達地是古希臘、羅馬的長度單位，約＝600希臘尺，合607英尺；賽跑場的跑道以這個長度為准。

## 參看
- （德文）
- （德文）
- （德文）
- ADS（页面存档备份，存于） ISSN 0004-637X （英文）
- ISSN 0170-2971 （德文）
- （德文）
- ISSN 0721-0094 （德文）
- （英文）
- （德文）

## 延伸阅读
[在维基数据编辑]
 《欽定古今圖書集成·曆象彙編·乾象典·日部》，出自陈梦雷《古今圖書集成》

## 外部連結
- 太陽誕生於宇宙大爆炸後幾十億年的恆星爆炸[永久]
- （英文） 太阳图片集
- （英文） 太阳系探险之太阳
- （英文） 尤里西斯号
- （英文） 起源号（页面存档备份，存于）
- Nasa SOHO (Solar & Heliospheric Observatory) satellite（页面存档备份，存于）
- National Solar Observatory（页面存档备份，存于）
- Astronomy Cast: The Sun（页面存档备份，存于）
- Looking Into the Sun – slideshow by Life magazine
- A collection of spectacular images of the sun from various institutions（页面存档备份，存于）（The Boston Globe）
- Satellite observations of solar luminosity
- Sun|Trek, an educational website about the Sun
- The Swedish 1-meter Solar Telescope, SST
- An animated explanation of the structure of the Sun（页面存档备份，存于）（University of Glamorgan）
- The Future of our sun（页面存档备份，存于）
- Solar Conveyor Belt Speeds Up –NASA– images, link to report on Science